# Fall Gelb

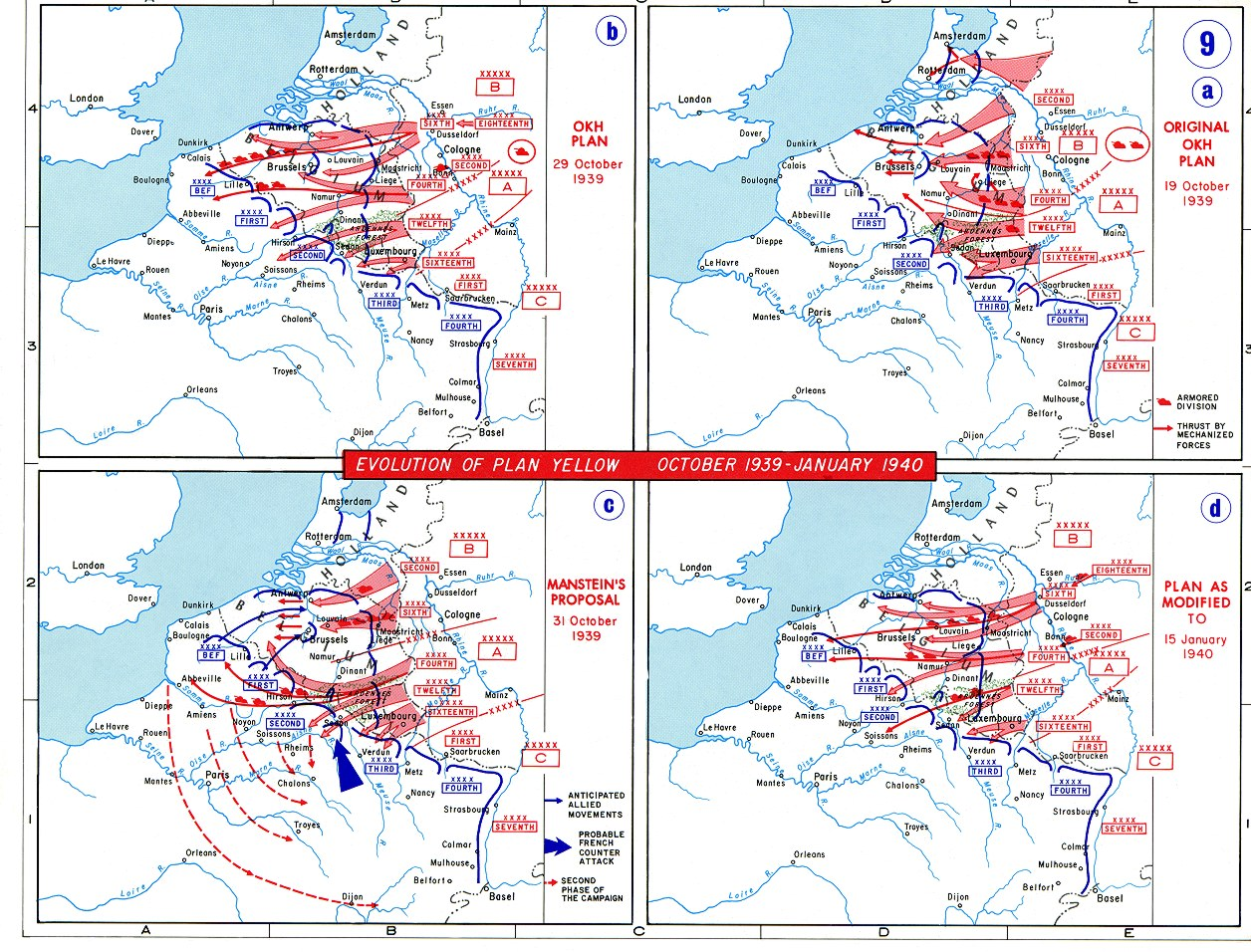
De ontwikkeling van de plannen voor Fall Gelb tot januari 1940; de reeks begint rechtsboven

Fall Gelb was tijdens de Tweede Wereldoorlog de naam voor het Duitse militaire plan van het Oberkommando der Wehrmacht (OKW) om de Lage Landen aan te vallen en in te nemen. Deze militaire actie was onderdeel van de Slag om Frankrijk. Fall Gelb werd met groot succes uitgevoerd in mei 1940 en zou in juni worden gevolgd door Fall Rot om Frankrijk als geheel te verslaan. Beide operaties tezamen worden soms ook wel de Westfeldzug genoemd.

## EersteAufmarschanweisung, Fall Gelb

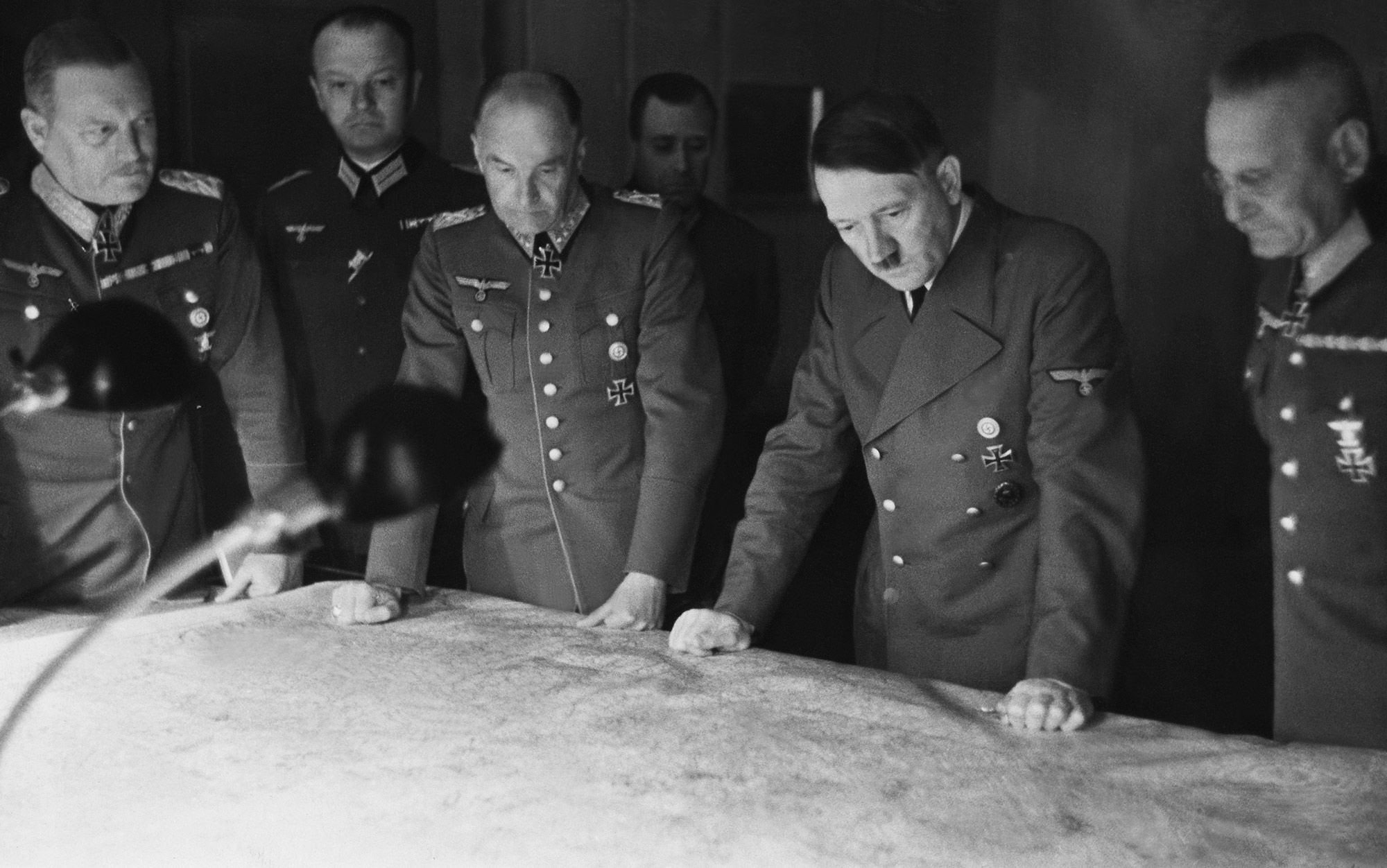
Hitler met zijn generaals

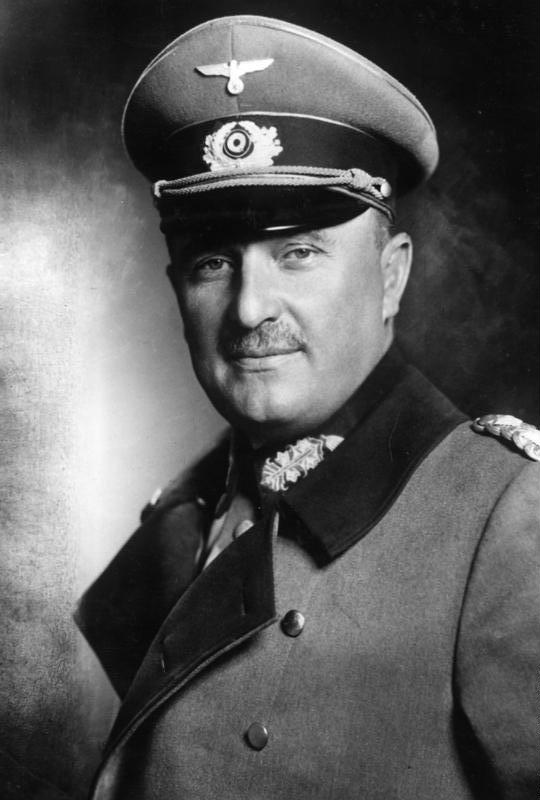
Generaal der Artillerie Karl Becker pleegde zelfmoord.

Na Fall Weiss, de Duitse invasie van Polen, bleek de Entente (het bondgenootschap tussen Frankrijk en het Verenigd Koninkrijk) niet tot een snelle vrede op Duitslands voorwaarden bereid. Hitler beval daarom op 9 oktober 1939, in zijn Führer-Weisung Nr. 6 für die Kriegsführung, de verovering van de Lage Landen; een belangrijk deel van Frankrijks troepenmacht moest daarbij verslagen worden. Het doel was toen nog niet de volledige nederlaag van Frankrijk, slechts het verwerven van een zo goed mogelijke uitgangspositie voor wat een jarenlange oorlog aan het westfront beloofde te worden. Hitler had op dat moment nog de stellige verwachting dat een aanval zeer snel van start zou kunnen gaan. Dezelfde dag nog werd hij echter geïnformeerd dat het drie maanden zou duren om alle motorvoertuigen weer te herstellen van de schade opgelopen tijdens de Poolse veldtocht. Ook waren de munitievoorraden grotendeels uitgeput. Voor nog maar een derde van de divisies was vervanging beschikbaar; driekwart van de vliegtuigbommen was boven Polen afgeworpen. Hitler was geschokt en woedend; zijn reactie was zo heftig en blijvend dat de verantwoordelijke Generaal der Artillerie Karl Heinrich Emil Becker op 8 april 1940 zelfmoord zou plegen. Het onvermijdelijke uitstel gaf de Duitsers wel ruim de tijd om aanvalsplannen op te stellen.
General der Artillerie Franz Halder, Chef van de Generale Staf van het Oberkommando des Heeres (OKH), zou het plan uitwerken. Voor hem was het een grote persoonlijke opluchting dat Hitler erin toestemde dat er geen onmiddellijke aanval zou komen. Hij was al een revolver gaan dragen om de Führer eigenhandig om te brengen, mocht die zijn heilloze overhaaste plan willen doorzetten. Halder presenteerde op 19 oktober 1939 het eerste plan, ofwel Aufmarschanweisung, voor Fall Gelb. Halder voldeed hiermee aan de Führer-Weisung N°6 maar het was de simpelste en meest fantasieloze uitwerking die maar denkbaar was. Aan de traditionele normen van de Bewegungskrieg werd in het geheel niet voldaan. Het voorzag in Schwerpunkt noch Kesselschlacht. Het plan van Halder wordt weleens vergeleken met het Von Schlieffenplan uit 1914 maar daarmee doet men Alfred von Schlieffen onrecht. Halders plan bestond erin frontaal op te rukken om zo veel mogelijk Nederlands en Belgisch grondgebied te bezetten zodat men de vliegvelden en Noordzeehavens kon gebruiken voor een dreiging tegen Groot-Brittannië. Het was dermate ontoereikend dat wel verondersteld is dat Halder met opzet een zo slecht mogelijk plan opstelde om Hitler af te schrikken. Nadere bestudering leert echter dat het wel degelijk een zekere rationele grondslag had: omdat Duitse infanteriedivisies semi-gemotoriseerd waren konden ze zo snel oprukken dat ze de kans hadden Midden-België aan te vallen, nog voor de Entente zich daar zou kunnen nestelen. De troepen van de Entente zouden teruggeworpen kunnen worden, richting de Somme. Met een beetje geluk zou men de British Expeditionary Force wellicht kunnen scheiden van het Franse leger en de havens indrijven. Misschien dat het Verenigd Koninkrijk van verdere oorlogsdeelneming zou afzien. Duitslands kracht zou dan echter zijn uitgeput. Een rechtstreeks offensief tegen Frankrijk werd pas voorzien voor 1942, na langdurige opbouw van de strijdkrachten. Hoe sterk de Entente intussen geworden zou zijn, liet men wijselijk in het midden.
Hitler was begrijpelijkerwijs niet tevreden en begon meteen te suggereren het plan te wijzigen. Het viel hem op dat het Franse centrum niet werd aangevallen. Hij drong aan hierin verandering te brengen. Ook bracht hij grote consternatie teweeg door op 22 oktober 1939 te melden dat de startdag van Fall Gelb, de zogenaamde A-dag, werd vastgelegd op 12 november 1939. Op 25 oktober 1939 suggereerde Hitler aan Walther von Brauchitsch, de bevelhebber van het OKH, om de Duitse legers rechtstreeks naar Frankrijk te laten gaan in plaats van via Noord-België en de Entente niet terug te dringen maar af te snijden bij Amiens. Hier kwam hij echter niet meer op terug.

## TweedeAufmarschanweisung, Fall Gelb

Het tweede plan van Halder

Op 29 oktober 1939 kwam Halder met een aangepaste versie van zijn plan, de tweede Aufmarschanweisung. Deze voorzag in een tweede zuidelijker concentratiepunt op de aanvalsas Luik—Namen. Men zou de Vesting Holland rechts laten liggen en alleen de Waddeneilanden veroveren, om daar waarschuwingsposten te vestigen. Op 30 oktober 1939 informeerde Hitler Alfred Jodl, Chef Operaties van het Oberkommando der Wehrmacht (OKW), dat de pantsertroepen ook door de Belgische Ardennen heen moesten trekken, een gebied waar de Fransen hen het minst zouden verwachten. Om politieke redenen zat Hitler namelijk verlegen om een beslissende overwinning. Ondanks zijn voorstellen kreeg Hitler echter geen fundamentele verandering in de militaire plannen omdat de Duitse legerleiding niet van plan was om hun troepen tijdens de herfstmaanden door de Ardennen te sturen. Het wegennet was daar te slecht voor een adequate bevoorrading, wat nog verergerd zou worden door het natte weer. Datzelfde weer had ondertussen geleid tot de eerste van maar liefst veertien verschuivingen van de aanvalsdatum. Op 7 november 1939 stelde Hitler de aanval voorzien op 29 november 1939 uit met de volgende memo:

Na het horen van de meteorologische rapporten en de situatie met de treintransporten beveelt de Führer en opperbevelhebber van de Wehrmacht dat de A-dag uitgesteld is met drie dagen. De volgende beslissing zal worden genomen op 9 november 1939 om 18.00

Op 5 november 1939 was Halder bang geworden dat Hitler zijn moordplannen doorhad. Hij liet voortaan zijn revolver thuis. Het zou voorlopig niet meer komen van een staatsgreep door de generaals.

### De tandem Von Manstein — Guderian

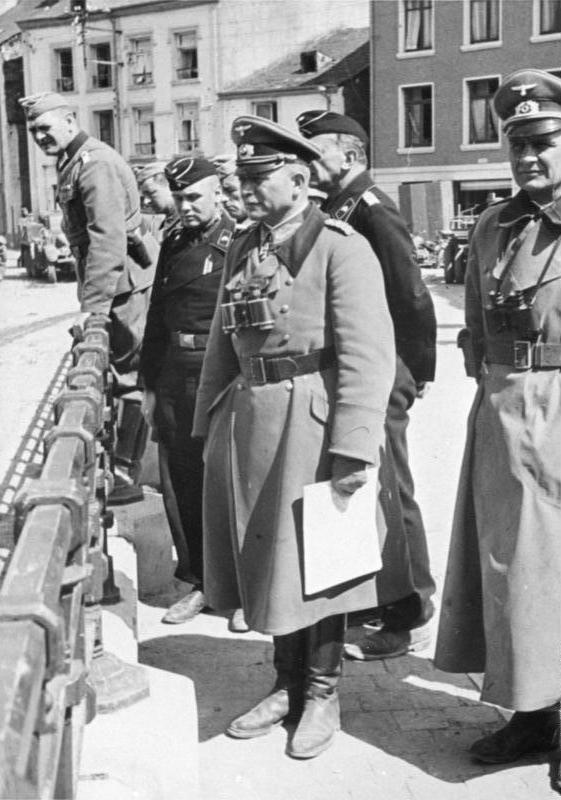
Heinz Guderian te Bouillon.

Terwijl het opperbevel worstelde met de strategie, bleven de lagere echelons, in de beste traditie van de Auftragstaktik, niet werkeloos zitten wachten op bevelen van hogerhand. Drie legergroepen met uitstekende staven waren beschikbaar om zelf ideeën te genereren. Gerd von Rundstedt, de bevelhebber van Legergroep A die in het centrum moest oprukken, wenste dat het offensief volgens de regelen der kunst zou verlopen, dus met een duidelijk Schwerpunkt en met een omvatting. Zijn eigen legergroep moest die vanzelfsprekend uitvoeren en von Rundstedt beval op 21 oktober 1939 zijn stafchef Erich von Manstein een operationeel plan in die zin uit te werken. Von Manstein was op dat ogenblik een van de beste strategen van de Wehrmacht.
Het toeval wilde dat niet ver van het hotel in Koblenz waar Von Manstein logeerde, dat van Heinz Guderian gelegen was, de commandant van het XIXe Legerkorps, Duitslands elitepantsereenheid. Die eenheid zou Von Manstein graag aan zijn eigen legergroep toevoegen en het leek hem geen slecht idee Guderian vast zijn plannen te tonen, die voorzagen in een doorbraak bij Sedan en een omvatting in noordwestelijke richting. Daarbij stond Guderian bekend als een intelligente en onderhoudende gesprekspartner bij wie men vele nieuwe ideeën kon opdoen. Zou Guderian misschien een rol zien voor zijn pantserkorps? Guderian antwoordde dat het beste zou zijn niet alleen zijn eigen korps maar alle pantserdivisies te gebruiken voor een uitbraak: na het doorbreken van het Franse front door gemotoriseerde infanterie moesten die binnen enkele dagen zonder te consolideren oprukken naar de Kanaalkust om de omvatting meteen te voltooien en niet wachten op de infanteriedivisies of het bouwen van noodvliegvelden door de Luftwaffe.
Dit voorstel verbaasde Von Manstein nogal. Kwam het niet neer op precies het soort strategische penetraties die Guderian in zijn geschriften steeds als onverantwoordelijk had afgewezen? Guderian legde uit dat dit een speciaal geval betrof: het ging hier om een heel specifiek en welbepaald operationeel doel, niet zo maar op een vage hoop op ineenstorting. Daarbij had het een karakter van een tegenoffensief. De Entente zou eerst in de Lage Landen oprukken en daardoor al een belangrijk deel van de gevechtskracht opofferen aan die beweging; bij een omkering van front zou de gevechtskracht nog verder verminderen, zozeer dat er weinig gevaar meer van te duchten viel. Von Manstein bleef echter een bezwaar houden: was de Duitse penetratie niet enorm kwetsbaar op haar linkerflank? Maar ook daarvoor had Guderian een oplossing: men zou tegelijkertijd lichte troepen zo snel mogelijk moeten laten oprukken tussen Parijs en de Maginotlinie. Dat zou zo'n verwarring veroorzaken dat de Fransen niet meer aan een tegenaanval op de Duitse hoofdas zouden toekomen.
Von Manstein, die zelf niets afwist van Hitlers ontevredenheid over het plan van Halder, begon zijn voorstellen in te dienen bij het OKH om de gebreken aan de Aufmarschanweisung te verhelpen. Op 31 oktober 1939 schreef Von Manstein zijn eerste memorandum van zeven, waarin hij zijn alternatieve plan voorstelde, althans: een afgezwakte versie daarvan. De voorstellen van Guderian en diens naam kwamen er niet meteen in voor, dat zou al te ambitieus geweest zijn. Langzamerhand naderden de verdere memoranda van 6, 21 en 30 november; 6, 18 december 1939 en 12 januari 1940 het oorspronkelijke plan, wat sommige historici tot de misvatting verleid heeft dat er sprake zou zijn geweest van een geleidelijke ontwikkeling in Von Mansteins denken. Von Brauchitsch verwierp zijn voorstel op 3 november 1939 maar wees als compensatie een extra pantserdivisie toe aan Legergroep A. Op 11 november 1939 werd dit uitgebreid tot het hele XIXe Korps, als reactie op Hitlers wens een derde Maasovergang te forceren bij Sedan. De start van Fall Gelb werd wegens de slechte weersomstandigheden in november verscheidene malen uitgesteld. Hitler reageerde zijn frustratie hierover af op zijn generaals die volgens hem niet met volle overtuiging te werk gingen. Op 23 november 1939 maakte hij nogmaals in een toespraak tot alle legerleiders zijn doelstellingen duidelijk met de dreigende woorden: ..en éénieder die zich tegen mijn wil verzet, zal worden vernietigd ... In december 1939 werd de start van Fall Gelb vier keer vastgelegd en evenveel malen uitgesteld, totdat als laatste datum voor actie 17 januari 1940 werd bepaald.

## DerdeAufmarschanweisung. Fall Gelb lekt uit

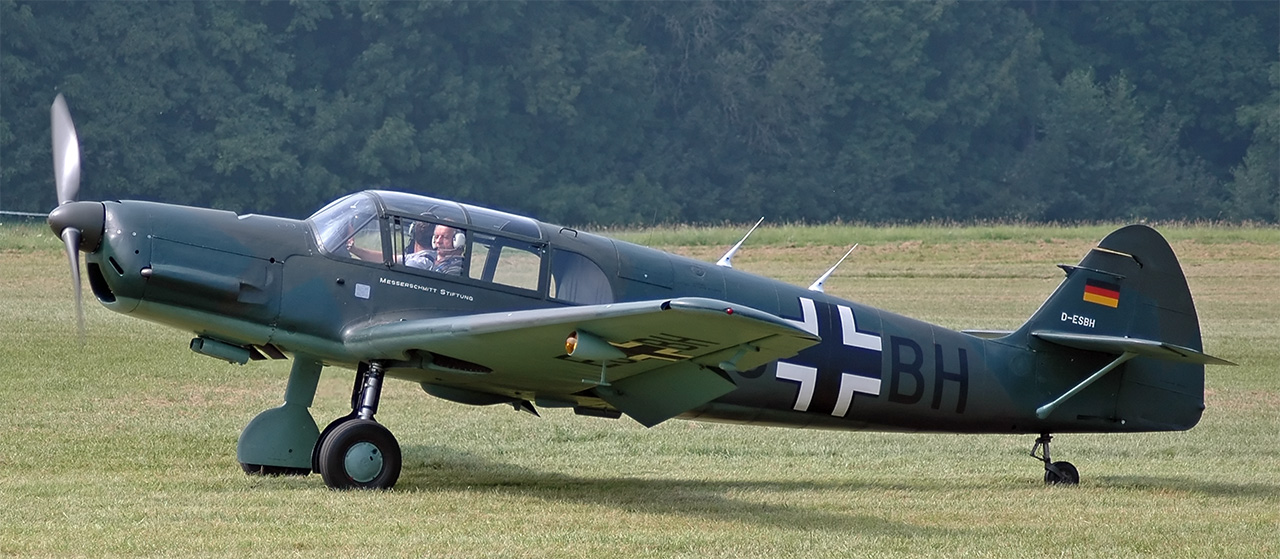
Een Messerschmitt Bf 108

Fall Gelb zou op 17 januari 1940 van start zijn gegaan — de eenheden waren al daadwerkelijk begonnen zich in hun verzamelgebieden te concentreren — ware het niet dat op 10 januari 1940 een Duitse Messerschmitt Bf 108 Taifun een noodlanding moest maken op Belgisch grondgebied te Vucht, tegenwoordig een deelgemeente van Maasmechelen. Aan boord waren de piloot en een stafofficier bij de Duitse parachutistendivisie met een deel van de plannen voor Fall Gelb. Het Monument Messerschmitt Bf 108 werd in Vucht aangelegd om die gebeurtenis te herdenken.
De Duitsers werden gevangengenomen door twee Belgische grenswachters, die net op tijd konden verhinderen dat de plannen werden verbrand. Bij de geallieerden bestond er verwarring of de plannen echt waren of een afleidingsmanoeuvre van de Duitsers. Desalniettemin werden de Ententetroepen aan de grens in staat van paraatheid gebracht. Hitler blies hierop de hele aanval voor 17 januari tot onbepaalde datum af en liet de bevelhebber van de 2e Luchtvloot vervangen door Albert Kesselring.
Het is een veelvoorkomend misverstand dat dit incident de aanleiding zou zijn geweest voor de Duitsers om hun plannen radicaal om te gooien. Dit is echter onjuist. Op 30 januari 1940 stelde Halder immers de derde Aufmarschanweisung Fall Gelb op die eigenlijk weinig meer was dan een formalisering van de kleine wijzigingen aan numero twee, zoals Hitler die bevolen had. Wel moest de waarschuwingstijd voor de opmars verkort worden naar 24 uur. Hiertoe werden de pantserdivisies officieel naar het Rijnland verplaatst, hoewel ze feitelijk door ruimtegebrek hun ontplooiing niet veel veranderden.

## VierdeAufmarschanweisung, Fall Gelb

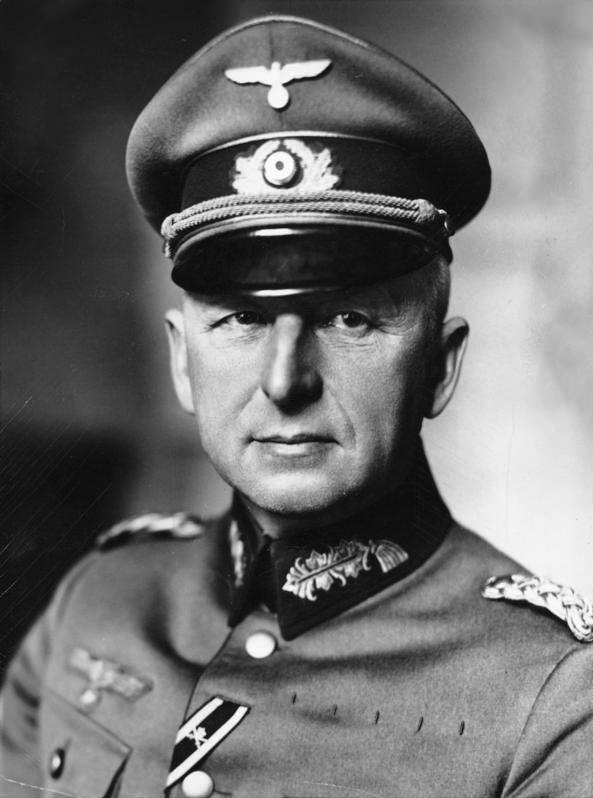
Erich von Manstein

De laatste zes memoranda van Von Manstein waren een beproeving voor de gemoedsrust van Halder geweest. De lastige generaal kreeg door zijn toedoen de leiding van het XXXVIIIe Legerkorps. In theorie was dit een promotie voor Von Manstein maar in de praktijk slechts een wegpromoveren, ver van het krijgstoneel: op 9 februari 1940 moest hij het commando opnemen in Stettin. Dit zou echter een averechts effect hebben. Twee ondergeschikten, kolonel Günther Blumentritt en majoor Henning von Tresckow, waren diep verontwaardigd over de lage streek die hun baas geleverd werd. Zij namen eind januari 1940 contact op met Hitlers legerattaché, kolonel Rudolf Schmundt. Die stelde Hitler op 2 februari 1940 persoonlijk van de affaire op de hoogte. Hitler trok onmiddellijk de conclusie dat zijn gedachte van 25 oktober 1939 dus nog niet zo gek geweest was en besloot op 13 februari het bevel te geven het hoofdzwaartepunt naar Sedan te verleggen. Op 17 februari 1940 liet hij zich het hele idee door Von Manstein persoonlijk uitleggen tijdens een werkontbijt op de Reichskanzlei te Berlijn. Hitler vatte meteen een persoonlijke antipathie tegen de hautaine Von Manstein op, maar luisterde wel ademloos naar diens uiteenzettingen. Hij beval Halder een nieuw plan op te stellen.
Halder was daar ondertussen niet zo ongelukkig mee. Door de gestage opbouw van gemotoriseerde eenheden in West-Frankrijk waren de vooruitzichten voor een succesvolle Duitse aanval op Midden-België toch al nihil geworden. Hij zou het Schwerpunkt naar Sedan verleggen, een optie die hij al getest had bij Kriegsspiele op 7 en 14 februari. Dat betekende echter allerminst dat hij de tactische nieuwlichterij van Guderian overnam, integendeel. Volgens de vierde en laatste Aufmarschanweisung van 24 februari 1940 zou alles volstrekt degelijk en risicoloos verlopen. Al eerder had hij een conflict gehad met Guderian die zelf met zijn pantserkorps de Maasovergang wilde forceren. Dat werd nu heel duidelijk vastgelegd: de infanteriedivisies zouden dat doen. Daarna mocht Guderian een bruggenhoofd veroveren.
Een strategische uitval werd Guderian echter niet toegestaan: hij moest consolideren en wachten tot de massa van infanteriedivisies zich op de westelijke oever verzameld had. Op zijn vroegst op de vijfde dag na het vestigen van een bruggenhoofd zou men gezamenlijk uitbreken en de opmars naar de kust beginnen. De enorme concentratie aan divisies hoefde zich niet druk te maken om Franse flankaanvallen. Wel was het natuurlijk mogelijk dat de troepen van de Entente dan al naar het zuiden ontsnapt waren. In dat geval zou men het doel van Fall Gelb, het veroveren van de Lage Landen, vrijwel zonder slag of stoot bereiken. Zoiets zou mogelijkheden scheppen voor een onmiddellijk aansluitend offensief tegen Frankrijk als geheel en voor het eerst wordt dit als een expliciet operationeel doel vermeld, want ook een omsingeling van een belangrijke geallieerde macht zou daarvoor — mits de Kesselschlacht niet te veel van de eigen krachten zou vergen — de nodige voorwaarden kunnen creëren. Een definitieve beslissing hierover zou men echter pas kunnen nemen na afloop van Fall Gelb.
Het nieuwe plan riep meteen heftige negatieve reacties op. De meeste generaals vonden het nog veel te gewaagd. Als grootste bezwaar zag men dat de aanvoerroutes door de Ardennen liepen, vlak voor de Maginotlinie langs. Door verder op te rukken creëerde men een ongedekte flank van 350 kilometer. Alles hing af van de gok of de Entente België in zou trekken. Maar ook dan zou een gelukte doorbraak naar de kust nauwelijks beslissend zijn als Luik stand zou houden tegen de nu verzwakte Legergroep B. Binnen zes weken moest de campagne gewonnen zijn, want dan was de munitie weer op. Halder erkende de juistheid van de bezwaren, maar meende dat de geostrategische situatie van Duitsland zo hopeloos was dat ieder risico gerechtvaardigd leek. Een andere negatieve reactie kwam van Guderian, die zeer ontstemd was over de wijzigingen in zijn oorspronkelijke opzet. Met veel moeite wist hij gedaan te krijgen dat hij voor de Maasovergangen zijn eigen gemotoriseerde infanterie mocht gebruiken om zo de operatie met vier dagen te bekorten.
Dit nieuwe plan had geen aparte naam. Later in de oorlog zou Winston Churchill het Operation Sickle Cut noemen: de opmars naar de kust sneed immers als ware het een sikkel de geallieerde troepen af. Na de oorlog begonnen ook de Duitse generaals over een Sichelschnitt te spreken en dat leidde weer tot het misverstand, dat al eind jaren vijftig in de populaire literatuur opduikt, dat dit de officiële naam zou zijn geweest.

## De geallieerde strategie

### Coördinatieproblemen

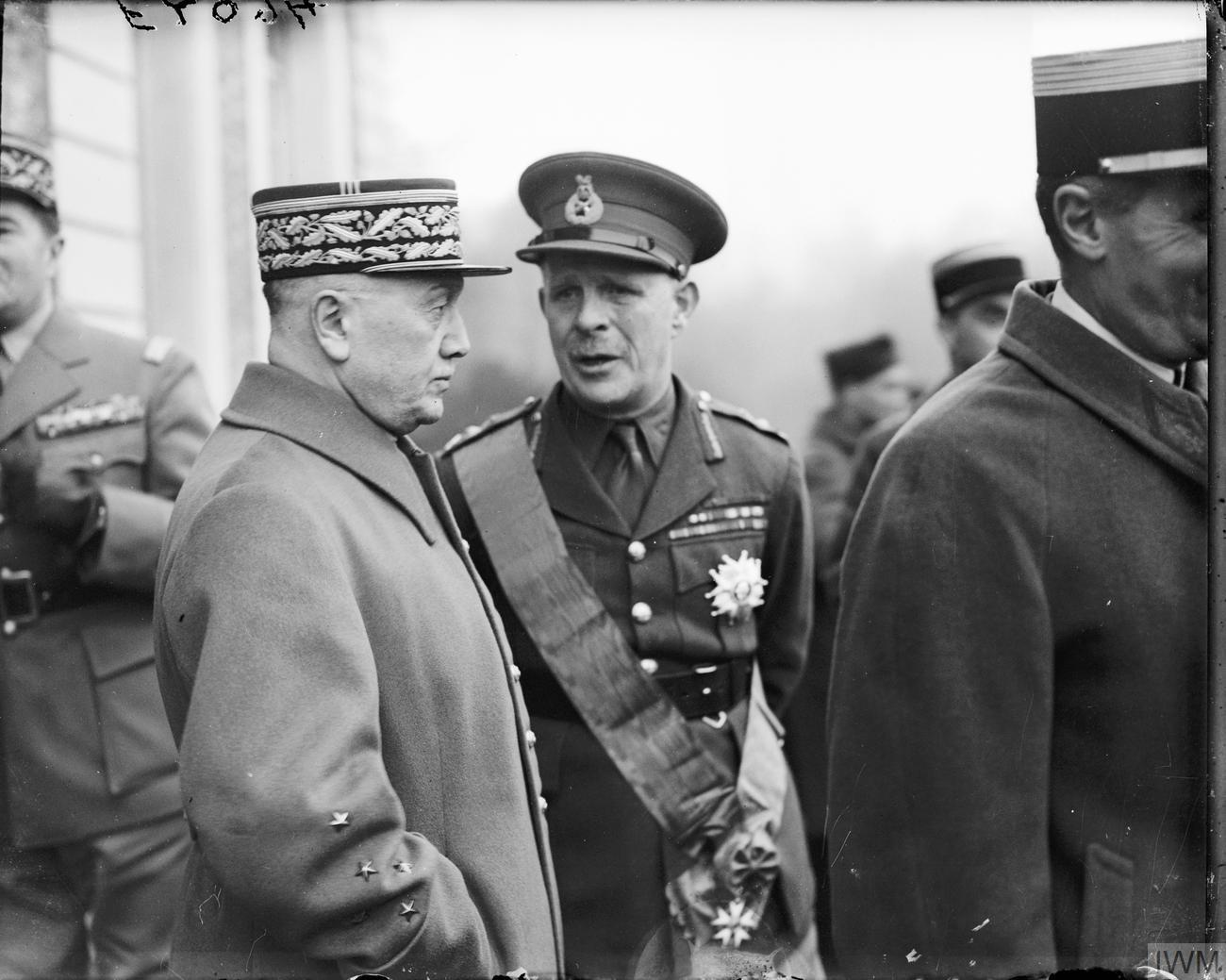
Generaal Georges en Lord Gort

Dé geallieerde strategie bestond tijdens Fall Gelb niet: Frankrijk, Groot-Brittannië, België en Nederland hadden ieder hun aparte doelstellingen. De laatste twee landen voerden officieel een politiek van strikte neutraliteit en maakten dus geen openlijke afspraken voor een gezamenlijke verdediging. In het geheim werd er volop beraadslaagd maar dat leidde niet tot een heel goede coördinatie. De Entente was niet van plan de Lage Landen te hulp te komen op de manier waarop die dat zelf het liefst hadden: zo dicht mogelijk bij de Duitse grens waar ze ook de sterkste stellingen opgebouwd hadden. Nederland besloot daarop Noord-Brabant, in welk gebied toch aansluiting gezocht zou moeten worden met de andere geallieerden, maar meteen op te geven. België richtte zich in zijn verdedigingsstrategie over vijf stellingen (zie Belgische verdedigingsstrategie) het meest op de dekkingsstelling tussen het Albertkanaal en de Maas, in de hoop die toch nog op eigen kracht te kunnen houden. Door al die samenwerkingsproblemen zouden zeer grote gebieden, ondanks dat ze uitstekende verdedigingsmogelijkheden boden, zoals de IJssel, de Maas en de Ardennen, zonder veel moeite door de Duitsers worden veroverd.
Die plekken waar men dan wel zou vechten, waren slecht voorbereid en zouden bijna onmiddellijk onhoudbaar blijken doordat ze omtrokken werden. De Entente was flink geïrriteerd geraakt over de houding van hun toekomstige bondgenoten die tegen beter weten in maar bleven hopen van een invasie verschoond te blijven. Men besloot om, als ze in 1941 nóg niet de geallieerde zijde hadden gekozen, zelf hun neutraliteit maar te schenden; en in ieder geval ook zonder toestemming door België op te rukken als alleen Nederland aangevallen zou worden.

### Gamelins inzichten

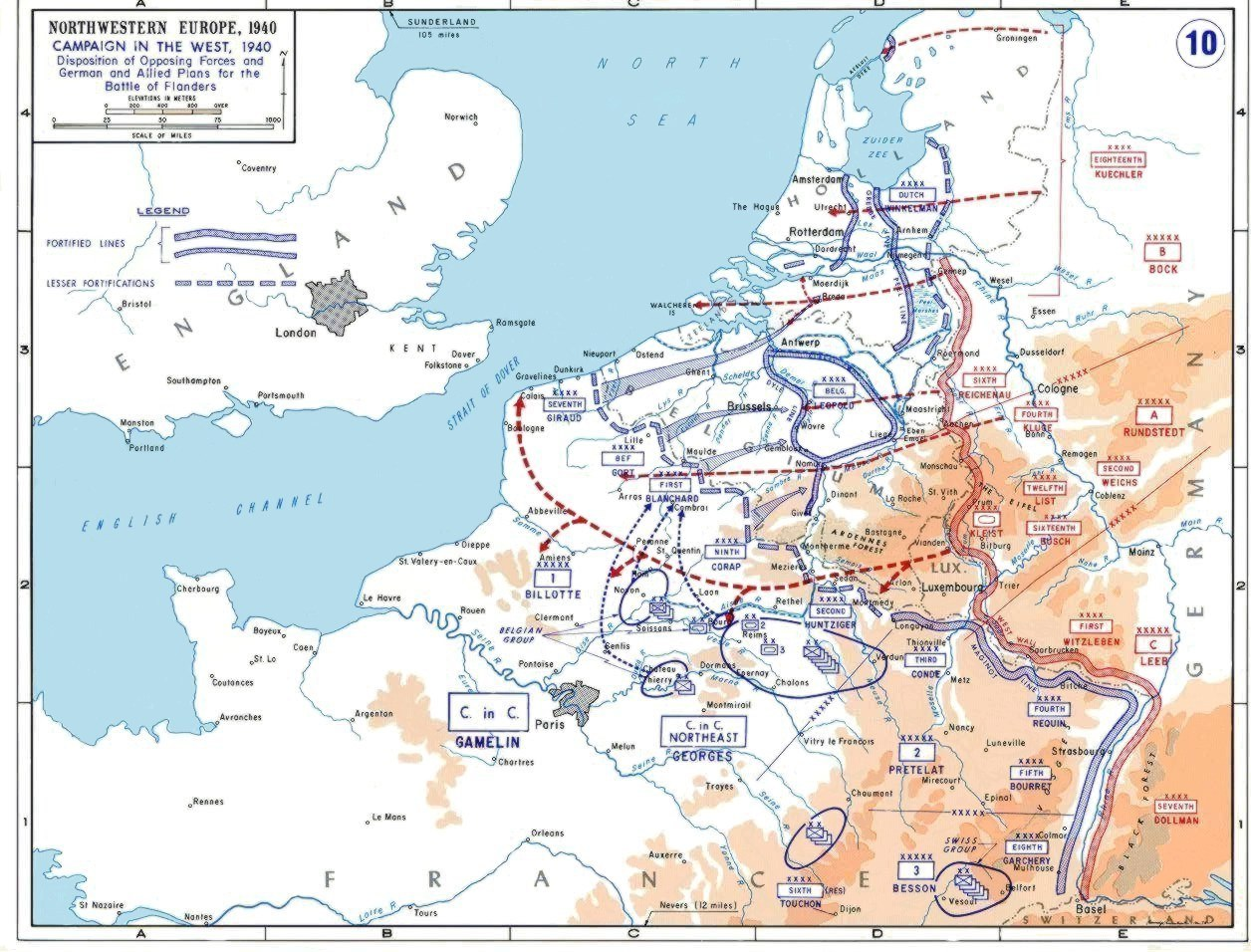
De opstelling van de geallieerde troepen

Binnen het Franse leger heerste algemeen de opvatting dat men een zo voorzichtig mogelijke strategie moest kiezen. Gebruikmakend van de flankdekking door de Maginotlinie kon men een krachtige reserve opstellen tussen Sedan en Parijs. Zo kon men een mogelijke Duitse hoofdaanval op het centrum blokkeren. Mochten de Duitsers daarentegen hun hoofdaanvalsas door Vlaanderen kiezen, dan zouden hun troepen door de lange omtrekkende beweging al uitgeput zijn als ze in Noord-Frankrijk aankwamen en dan zou men ze eenvoudig met de verse Franse eenheden kunnen terugwerpen, weer België in. Het leek onverstandig zelf als eerste naar Midden-België op te rukken in de hoop zich nog voor de komst van de Duitsers afdoende te kunnen ingraven in een lineaire verdediging; daarbij zou de gevreesde Luftwaffe daar ongetwijfeld binnen de kortste keren een gat in bombarderen en dan zou men alsnog een mobiele verdediging moeten voeren. Toch was die opmars precies waar de Franse opperbevelhebber, Maurice Gamelin, tegen de opvattingen van zijn ondergeschikten in, voor zou kiezen.
Voor die keuze had Gamelin een aantal zeer goede beweegredenen. Om te beginnen was het, hoe verstandig ook vanuit operationeel opzicht, politiek ondenkbaar dat men de Lage Landen niet te hulp zou schieten. De publieke opinie zou zich keren tegen iedere regering die dat toeliet — en daarom zou hij niet lang opperbevelhebber blijven als hij het waagde zulke ongewenste plannen op te stellen. Op de tweede plaats had Gamelin rekening te houden met de strategische vooruitzichten op de lange termijn. Mocht het naziregime niet door de handelsblokkade in elkaar storten, dan zou hij gedwongen zijn zelf in 1941 tot het offensief over te gaan. Een frontale aanval op de Westwall zou echter uitlopen op een bloedbad: het mankeerde hem daarbij simpelweg aan de mankracht voor een doorbraak. Hij kon alleen winnen door gebruik te maken van de grote overmacht aan pantsereenheden die hij dan hoopte te bezitten, maar die kon hij slechts effectief inzetten op de open noordelijke flank van de Westwall. Net als vier jaar later Bernard Montgomery bij Operatie Market Garden, wilde Gamelin dus via Nederland naar de Noord-Duitse Laagvlakte doorstoten. Daarvoor zou het dan wel uitermate handig zijn als hij de Vesting Holland al in handen zou hebben, anders moest hij zich over de grote rivieren heen vechten. Hij hoopte dus via België en Noord-Brabant een verbinding met Holland te handhaven.
Het laatste motief was voor Gamelin het meest fundamenteel. Toen Charles de Gaulle hem een nota stuurde over de bekwame wijze waarop de Duitsers de Poolse veldtocht gewonnen hadden, maakte dat geen enkele indruk want dat hoefde men Gamelin niet te vertellen. Hij was zich al jaren pijnlijk bewust van de Duitse tactische en operationele superioriteit in het ontmoetingsgevecht. Dat gevecht moest daarom koste wat het koste vermeden worden, en een beweeglijke confrontatie in Noord-Frankrijk achtte hij dus uitgesloten. De strijd moest in Midden-België aangegaan worden in een hecht front samen met de Belgen.
Net als iedere strateeg vroeg Gamelin zich af wat de vijand van plan was. Hij ging ervan uit dat de Duitsers ergens in het centrum een Schwerpunkt zouden vormen om daar met hun pantsereenheden door te breken en zijn front van zuid naar noord op te rollen. Hij dacht ook al te weten waar dat zou zijn. Het front in Midden-België zou het best aangevallen kunnen worden in de zone tussen Namen, waar de Maas scherp naar het oosten draait, en het riviertje de Dijle in Brabant. Daar, in het zogenaamde "Gat van Gembloers" waren geen natuurlijke hindernissen en de Duitsers zouden ongetwijfeld proberen met een snelle uitval met tanks te verhinderen dat de Entente er zich kon ingraven. Zelf besloot Gamelin daarom zijn sterkste leger, het Eerste, daar in te zetten, voorafgegaan door twee van de pantserdivisies van de Cavalerie, de 2e en 3e Division Légère Mécanique (DLM). Twee pantserdivisies van de Infanterie, de 1e en 2e Division cuirassée (DCr), en twee Groupements waren ook voor dat strijdtoneel bestemd om desnoods de volle macht van de Panzerwaffe af te slaan. Gamelin had dus al het sterkste deel van zijn reserves aan een bepaalde taak toegewezen.
De gedachte dat het beslissende gevecht de vorm van een gigantische tankslag zou aannemen, loste voor hem ook het probleem van de Luftwaffe op: bommenwerpers waren niet erg effectief in het raken van beweeglijke doelen. Natuurlijk besefte hij terdege dat de Duitsers ook via de Ardennen zouden proberen op te rukken. In de Eerste Wereldoorlog was het een opluchting geweest dat de Duitsers gecapituleerd hadden voordat ze daar een verdedigingslinie hadden kunnen inrichten want het gebied was niet geschikt voor tankaanvallen. Dat was echter niet de reden dat Gamelin de Ardennen een goede barrière vond. Het gebied werd in het westen begrensd door de Maas en tanks waren niet bijzonder geschikt voor het veroveren van een bruggenhoofd. Als de Duitsers daarvoor de nodige artillerie en infanterie wilden concentreren zou dat door het slechte wegennet minstens tien dagen duren en dat zou hem ruimschoots de tijd geven via het spoornet bedreigde punten afdoende te versterken. Tussen Namen en Sedan was het zwakke Negende Leger daarom voorlopig voldoende als dekkingsmacht.

### Concrete plannen

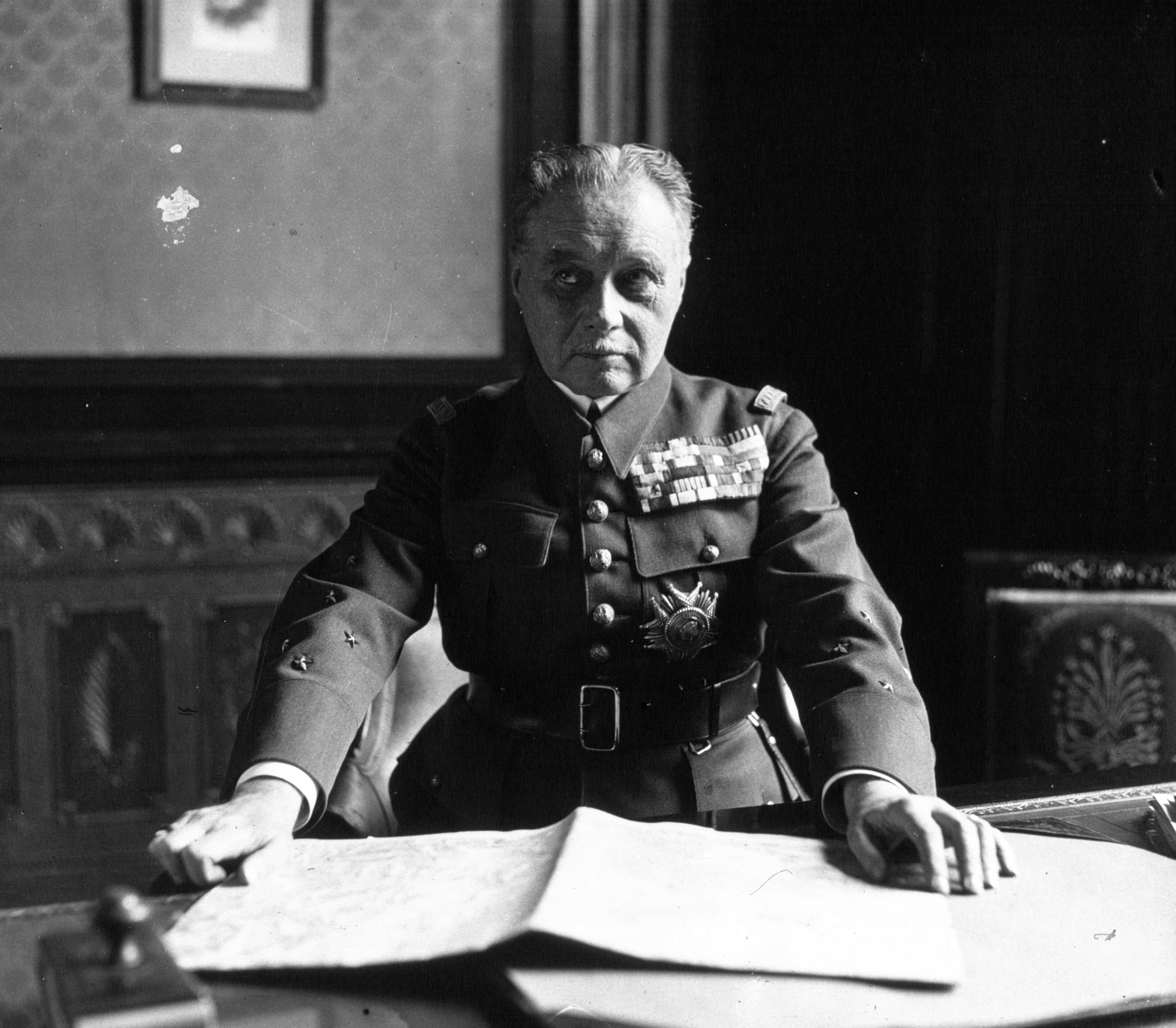
Maurice Gamelin

Gamelin kon zijn inzichten echter niet ineens doorzetten. In september was hij nog bezig met het Saaroffensief, de lege pretentie dat men de belofte aan Polen van een ontlastend offensief zou nakomen. Op 24 oktober stelde hij het Scheldeplan op waarvan hij wist dat zowel zijn Britse bondgenoten — die de Vlaamse kust onder controle wilden houden — als de andere generaals er geen bezwaar tegen konden maken. Oprukken naar de Schelde leek wel het minste wat men kon doen; tegelijkertijd was het absurd want het creëerde een enorme kwetsbare saillant terwijl men een veel korter front kon maken tussen Antwerpen en Namen. Op 15 november zette hij dan ook de logische volgende stap en beval een opmars te plannen, samen met de Britten, naar de Dijle. Dat was echter al te doorzichtig en een enorme discussie barstte los aan Franse zijde. Kon men zich niet beter beperken tot Gent? Vooral de commandant van het noordoostfront, dat wil zeggen de hele frontsector met Duitsland, generaal Alphonse-Joseph Georges, was uiterst sceptisch. Pas in maart 1940 wist Gamelin zijn zin door te drijven; op 20 maart stelde hij zelfs de "Bredavariant" vast waarbij hij zijn enige nog overblijvende strategische reserve, het grotendeels gemotoriseerde Zevende Leger met de 1e DLM, de opdracht gaf een verbinding te handhaven tussen Antwerpen en de Vesting Holland. De Duitse aanval op Denemarken en Noorwegen, Operatie Weserübung, maakte dat plan onaantastbaar: men wilde niet nog meer staten in Duitse handen zien vallen.
Begin mei 1940 kreeg Gamelin steeds meer berichten binnen van de inlichtingendienst en de luchtverkenning dat de Duitse concentraties zich voornamelijk bij Legergroep A voordeden. Dat zou kunnen wijzen op een hoofdaanvalsas bij Sedan, maar net zo goed op een versterking door die legergroep van de aanvalsas bij Namen. Hij besloot in wezen niets te veranderen aan zijn plannen. Wel kwam hij tot de overtuiging dat een aanval aanstaande was, wat hij na acht maanden spanning als een opluchting ervoer, mede omdat hij blij was dat de Duitsers zich door het offensief zouden verzwakken, wat zijn eigen aanval in 1941 zeer zou vergemakkelijken. De heikele kwestie van de neutraliteit van België en Nederland werd er ook door opgelost.

## De invasie
Na een laatste uitstel op 7 mei ging in de nacht van 10 mei de Wehrmacht tot de aanval over, met uitzondering van Legergroep C die de Maginotlinie dekte en de dekkingstroepen in Polen, die zo zwak waren dat Duitsland voorlopig open lag voor een aanval van het Rode Leger; een vastlopen van het offensief kon daar rampzalige gevolgen hebben.

### Legergroep B
Legergroep B voerde in feite een enorme afleidingsmanoeuvre uit: ze moest voorlopig de indruk wekken de hoofdaanvalsas van de Duitse aanval te vormen om de Entente België in te lokken. Daartoe werd ze in de eerste drie dagen ondersteund door het belangrijkste deel van de Luftwaffe, iets wat Gamelin inderdaad de indruk gaf dat hij het Duitse Schwerpunkt correct voorspeld had. De legergroep voerde daarnaast nog een aparte operatie uit tegen Nederland, dat men nu in zijn geheel wilde veroveren.

#### Nederland

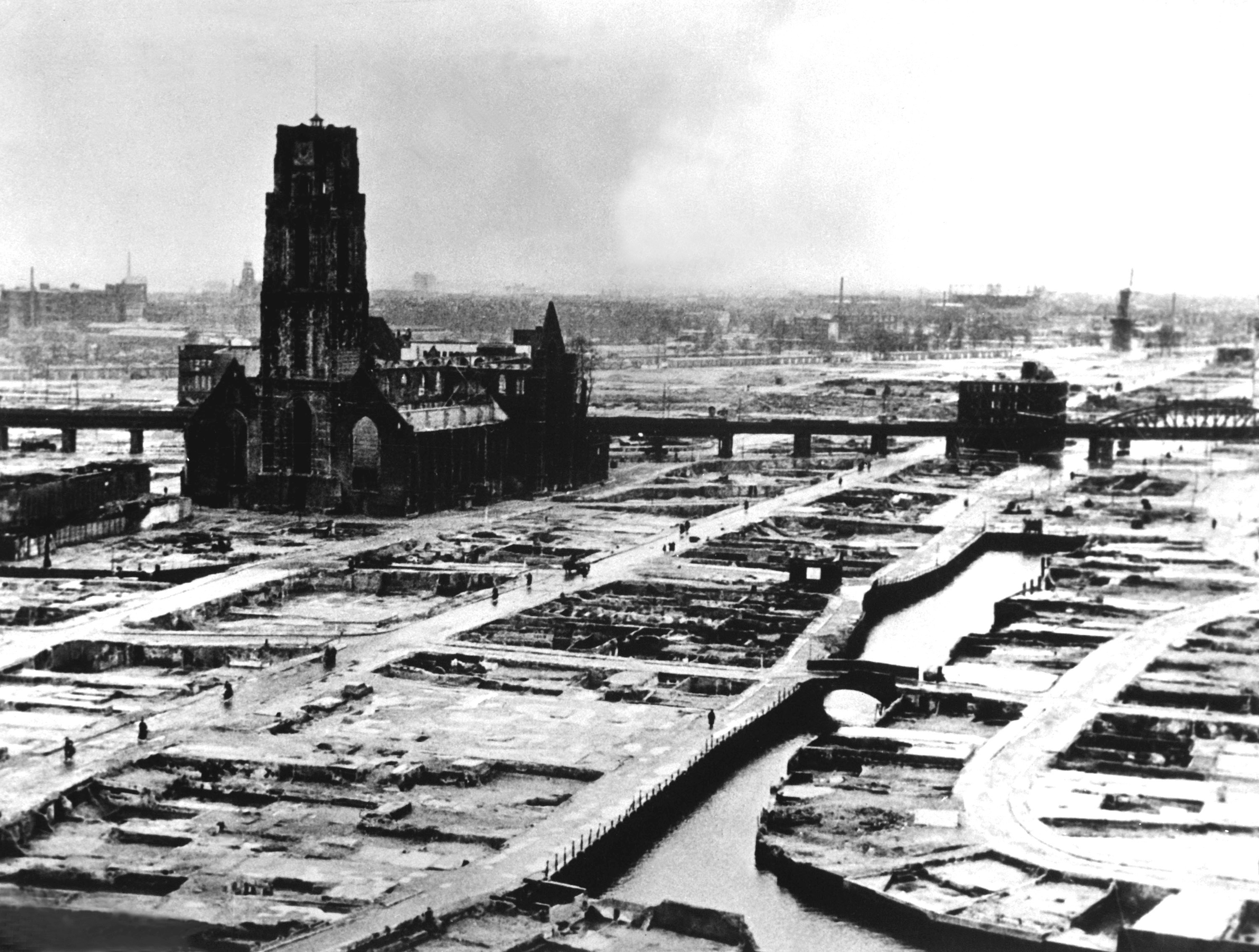
Het bombardement op Rotterdam

De aanval op Nederland was dus een neventoneel van een neventoneel. Ze was dan ook opgedragen aan het zwakke Achttiende Leger, een samenraapsel van vier halfgetrainde Dritte Welle-divisies vol mannen boven de veertig en allerlei eenheden die men verder toch niet kon gebruiken: de enige echte bereden cavaleriedivisie, vier onervaren SS-regimenten, een pantserdivisie (de negende) in oprichting en twee luchtlandingsdivisies. Een van de laatste deed een poging tot een strategische overval op Den Haag, die mislukte; de andere veroverde en hield echter de bruggen bij Rotterdam, Dordrecht en Moerdijk, zodat de weg naar het hart van de Vesting Holland open lag. Het Franse Zevende Leger rukte op vanuit Duinkerke, maar toen de eerste verkenningstroepen in de middag van 11 mei de omgeving van 's-Hertogenbosch bereikten, hadden de belangrijkste Nederlandse eenheden zich al boven de Linge teruggetrokken.
Iedere coördinatie van de Nederlanders met de Fransen mislukte en de 9. Panzer-Division kon ongehinderd naar Rotterdam oprukken. In feite was het Nederlandse leger toen al in een strategisch hopeloze positie terechtgekomen. Zoals de Slag om de Grebbeberg op 13 mei aantoonde, stortte het bijna spontaan in elkaar wanneer het gevecht organisatorisch te belastend werd. Maar omdat het 18e Leger zelf ook niet al te sterk was, onder druk stond de veldtocht snel te beëindigen, en vreesde klem te komen zitten bij Rotterdam, besloot het zo intimiderend mogelijk op te treden. Daartoe werd de stad uit de lucht gebombardeerd — en de dreiging ervan had haar al tot onderhandelingen over de overgave bewogen. Vrezend voor nog meer bombardementen capituleerde de Nederlandse opperbevelhebber, generaal Henri Winkelman, op 14 mei.

#### België

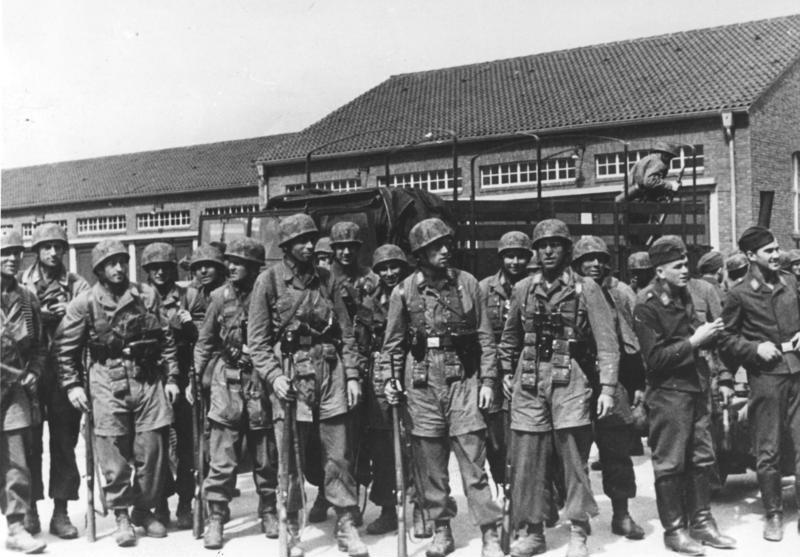
Duitse parachutisten hebben Fort Eben-Emael ingenomen.

De veel belangrijkere aanval op Midden-België was opgedragen aan het Zesde Leger dat over zeventien divisies beschikte. Dat zou het moeten opnemen tegen de geallieerde hoofdmacht: de krachtige British Expeditionary Force (BEF) van negen divisies, het elite Franse Eerste Leger en vrijwel het hele Belgische leger, samen een veertigtal divisies. Op zich had de aanval dus geen enkele kans van slagen; omdat het Belgische leger zich nog in de Albertkanaalstelling bevond was het zelfs maar de vraag of de Duitse opmars verder dan Luik zou komen. Een falen zou heel Fall Gelb in gevaar brengen: zonder een bindingsaanval in het oosten zouden de Ententelegers naar het zuiden verplaatst kunnen worden, vooral omdat men het bruggenhoofd bij Sedan eerst vijf dagen wilde opbouwen. Om dat te voorkomen voerde Kurt Student in de nacht van 10 mei een spectaculaire aanval met zweefvliegtuigen uit op het fort Eben-Emael dat met zijn artillerie de opmarsroutes naar de Maasovergangen beheerste. Het fort moest zich overgeven en ook de kanaalbruggen vielen in Duitse handen.
De Belgische hoofdstelling was daarmee gebroken en het Belgische leger trok zich vier dagen eerder dan men de bondgenoten voorspeld had, terug naar de Dijle-stelling waar zich net de Ententetroepen begonnen in te graven. De Duitsers bewogen op 11 mei 1940 meteen de 3. en 4. Panzer-Division naar voren om een uitval te doen door het Gat van Gembloers; de Fransen zetten daarop 2DLM en 3DLM in om die poging te blokkeren. Op 12 mei 1940 kwam het zo bij Hannuit tot de verwachte tankslag, met zo'n 1.600 deelnemende pantservoertuigen de grootste die de wereld tot op die dag gezien had. De eerste dag werd de Duitse aanval afgeslagen. Op 13 mei 1940 gelukte het door een concentratie van beide Duitse divisies tegen 3DLM uiteindelijk door het dekkingsscherm van Franse tanks heen te breken, die op de 14e succesvol werden teruggenomen achter de nu ingegraven troepen; ze hadden ongeveer 105 tanks verloren, de Duitsers zo'n 160.
Op de 15e beval generaal Erich Hoepner, tegen de hem gegeven orders in om op de infanteriedivisies te wachten, een doorbraakpoging door de Gembloersstelling te wagen. Voor de 4. Panzer-Division liep dat uit op een catastrofe: hij verloor nog eens een 120 tanks bij een aanval op de troepen van de 1e Marokkaanse Infanteriedivisie en hun 25 mm antitankkanonnen; het infanterieregiment van de 3. Panzer-Division gelukte het echter in de avond door te breken. Dat was nu echter irrelevant geworden, want de hele aanval van het Zesde leger had zijn taak als schijnbeweging al vervuld: in het zuiden hadden de ontwikkelingen hun beslissende loop gehad.

### Legergroep A

De Duitse opmars tot en met 16 mei; in roze de terreinwinst van de 15e en de 16e tot ongeveer 12:00

Legergroep A moest de hoofdaanval door de Ardennen uitvoeren en bestond dan ook uit drie legers, van noord naar zuid: het Vierde, Twaalfde en Zestiende. Daaraan waren in totaal 45 divisies toegewezen. Alleen aan dat grote aantal kan men al zien dat Halder geen echte Blitzkrieg voor ogen stond: de slagkracht lag in de infanteriedivisies. Voordat die echter ontplooid kon worden, moesten de Maasovergangen veroverd worden. In Halders oorspronkelijke plan van 24 februari zou dat op de negende dag moeten geschieden, dus in dit geval op 18 mei. Dit zou de Fransen echter de gelegenheid geven versterkingen aan te voeren. Een snelle overrompeling door gemotoriseerde infanterie was te prefereren. Omdat men echter de vrachtwagens voor een fors deel over de normale infanteriedivisies verdeeld had, beschikte men over maar weinig volledig gemotoriseerde infanteriedivisies: Legergroep A had er slechts drie. Daarom liet Halder de zeven pantserdivisies voorop gaan; niet vanwege hun 1600 tanks maar om hun 50.000 vrachtwagens en hun organieke gemotoriseerde Schützenregimente (SchtzRgt). Voor de onderlinge coördinatie in de beginfase kregen de vier zuidelijkste pantserdivisies een onafhankelijk hoofdkwartier direct onder legergroepniveau, als deel van de zogenaamde Panzergruppe Kleist, maar dat was alleen voor de periode tot de gezamenlijke uitbraak uit de bruggenhoofden: op dat moment moesten ze ondergeschikt gemaakt worden aan de legerhoofdkwartieren.

#### Opmars door de Ardennen
Al op 9 mei hadden kleine Duitse eenheden de grens met Luxemburg overschreden; er was in de nacht van 10 mei ook een mislukte luchtlanding bij Nives en Witry (Operatie Niwi), die had moeten voorkomen dat Belgische grenstroepen versperringen stelden. De Ardennen boden zeer goede verdedigingsmogelijkheden, maar die werden slecht benut. Alleen dekkingstroepen probeerden de Duitse opmars te hinderen. De sterkste daarvan was een Belgische divisie Ardense Jagers (Regiment Ardense Jagers) die met redelijk succes een vertragend gevecht voerde maar na de eerste dag achter de Maas werd teruggenomen, juist omdat het zo'n krachtige eenheid was die men als reserve niet kon missen. Vanuit het westen trokken de Franse Divisions Légères de Cavalerie de Duitsers tegemoet. Deze Lichte Divisies van de Cavalerie waren de resten van de vijf oorspronkelijke cavaleriedivisies: toen die laatsten in drie pantserdivisies werden getransformeerd, lieten ze allerlei eenheden achter die niet voor de modernisering geschikt waren, zoals bereden cavalerie. Daarmee had men de vijf Lichte Divisies gevormd, ieder slechts twee brigades sterk en een allegaartje van ruiters en grote hoeveelheden licht verouderde motorvoertuigen waaronder ook lichte tanks zoals de AMR 33. Die waren echter niet van een effectief kanon voorzien en van antitankkanonnen had iedere divisie maar een dozijn. De Franse Divisions Légères de Cavalerie (DLC's) werden daarom zonder veel moeite teruggedrongen.
De grootste belemmering voor de Duitse opmars bleken de Duitsers zelf. Al gauw liep het opmarsschema in het honderd: alle wegen raakten verstopt en er begonnen zich files te vormen die tot ver over de Rijn reikten. De verkeerschaos was zo groot dat Franse luchtaanvallen eenvoudig de kwetsbare vrachtwagens hadden kunnen vernietigen om zo een voortijdig einde te maken aan de hele operatie. Tot grote opluchting van de Duitse commandanten bleven die echter uit. De ogen van de Entente waren op Legergroep B gericht en de Franse luchtmacht was hoe dan ook niet van zins met haar kleine bommenwerpermacht het luchtoverwicht van de Luftwaffe zo dicht bij de Duitse grens te betwisten. Op 12 mei bereikten de voorste Duitse eenheden de Maas.

#### Over de Maas

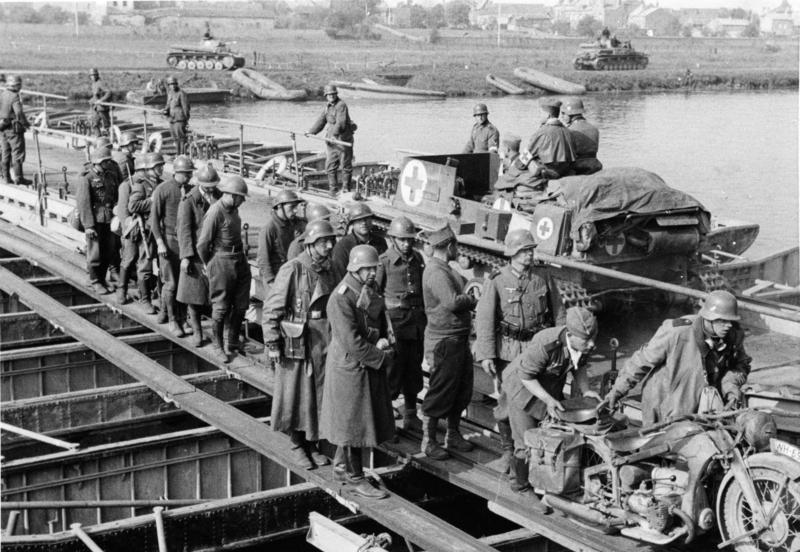
Het 1e pantserregiment steekt te Floing de Maas over.

Op drie punten zouden de Duitse troepen nu proberen bruggenhoofden over de Maas te vestigen. De aanvallen zouden voornamelijk door infanterie uitgevoerd moeten worden. Daarvan was op dat moment echter nog steeds geen voldoende overmacht voor een geslaagde doorbraak aanwezig; de hoeveelheid gemotoriseerde infanterie waarover men beschikte was daarvoor niet toereikend. Ook de artilleriesteun was zwak; die weinige kanonnen die al aanwezig waren hadden gemiddeld maar twaalf schoten per stuk voorradig. Het concentreren van meer artillerie en normale infanteriedivisies zou de Fransen ruimschoots de tijd geven de bedreigde sectoren te versterken; daartoe waren de nodige bevelen al uitgegaan toen men zag hoe massaal de Duitse aanwezigheid in de Ardennen was en men maakte zich aan Franse kant dan ook geen zorgen. Verrassenderwijs voerden de Duitsers hun hoofdaanvallen echter al op 13 mei uit.

##### Sedan
De belangrijkste aanval vond plaats bij Sedan door het XIXe Legerkorps van Heinz Guderian zelf. De Maasbocht daar werd verdedigd door de 55e Infanteriedivisie van het Tweede Leger, een B-divisie met matig getrainde troepen. Door de aankomst, net op de morgen van de dertiende mei, van de 71e Division d'Infanterie op haar rechterflank had deze divisie haar front echter flink kunnen verkorten. Haar stellingen waren twaalf kilometer diep uitgebouwd volgens de moderne doctrine van de zoneverdediging en voorzien van vele kazematten. Men keek van een heuvelrug op de Maasvallei neer. Een groupement tanks had zich al achter de divisie gepositioneerd als reserve en vele andere eenheden stonden op het punt te arriveren, waaronder 3DCR. Als deze pantserdivisie zich zou kunnen ingraven was de kans op een doorbraak verkeken.
Om deze sterke positie te breken speelden de Duitsers hun troefkaart uit: tussen 12:00 en 16:00 van 13 mei werden door Luftflotte 3 en de ondersteunende Luftflotte 2 1215 bombardementsvluchten uitgevoerd die voornamelijk één regimentsector van twee kilometer breedte troffen. Dit was het zwaarste luchtbombardement dat de wereld ooit beleefd had. Toen om vier uur de stormtroepen van Infanterieregiment (mot.) Großdeutschland de rivier overstaken, terwijl duikbommenwerpers de dieper gelegen Franse artillerieopstellingen begonnen te bestoken, bleek het Franse regiment verdwenen. Niet dat men allemaal gesneuveld was — 56 man werden slachtoffer — maar de troepen waren óf op de vlucht geslagen óf zo verdwaasd dat men niet meer tot tegenstand in staat was. Die avond drongen kleine groepen Duitse infanterie, stoutmoedig oprukkend zonder acht te slaan op toch nog soms hoge verliezen, tot acht kilometer diep in de Franse stellingen binnen.
In de avond van 13 mei ging plotseling onder de verdedigers van de nog eens vijf kilometer dieper gelegen beveiligingslinie het gerucht dat de Duitse tanks al achter hun positie waren. Hierop volgde de beruchte "Paniek van Bulson" waarbij het 295e IR de benen nam, hoewel op dat moment nog geen Duitse tank de rivier over was en de linie zelfs met de vijandelijke infanterie geen gevechtscontact gemaakt had. De massa vluchtende soldaten hinderde de opmars van het 7e Bataillon de Chars de Combat (BCC) welk tankbataljon probeerde tegen de stroom in de uitgangsposities voor een tegenoffensief in te nemen, dat de volgende morgen door inzet van het groupement en twee regimenten infanterie het bruggenhoofd had moeten reduceren.
Vroeg in de morgen van de 14e kon het 7BCC eindelijk weer vaart maken, maar het was al te laat. Om 07:20 zetten pontons de eerste Duitse tanks van de 1. Panzer-Division de rivier over en die haastten zich naar het zuiden. Rond het middaguur botsten de Franse en Duitse tanks bij Bulson op elkaar. Omdat de eersten van het FCM 36-type waren dat niet met een krachtig antitankkanon was uitgerust, werd het 7BCC na enkele uren felle strijd met zware verliezen teruggeslagen door vier Duitse pantsercompagnies. De Fransen gelastten het tegenoffensief af en richtten zich in ter verdediging van het zuidelijker plateau van Stonne, waarvoor voorlopig ook de 3e Division cuirassée gebruikt werd.

##### Monthermé
Bij Monthermé moest tegelijkertijd om 16:00, 13 mei het XLIe Legerkorps van Georg-Hans Reinhardt de Maas overschrijden. Van dit pantserkorps was toen echter alleen de 6. Panzer-Division aanwezig. De poging laat zien wat de kansen op een doorbraak waren zonder zware luchtondersteuning; de zwakke luchtaanval trof voornamelijk de eigen troepen. Er werd een klein bruggenhoofd gevestigd maar verdere aanvallen liepen vast in de Maasbocht die door koloniale Malagassische troepen van de 102e Vestingdivisie van het 9e Leger verdedigd werd. Ook op 14 mei kwam men nauwelijks verder.

##### Dinant

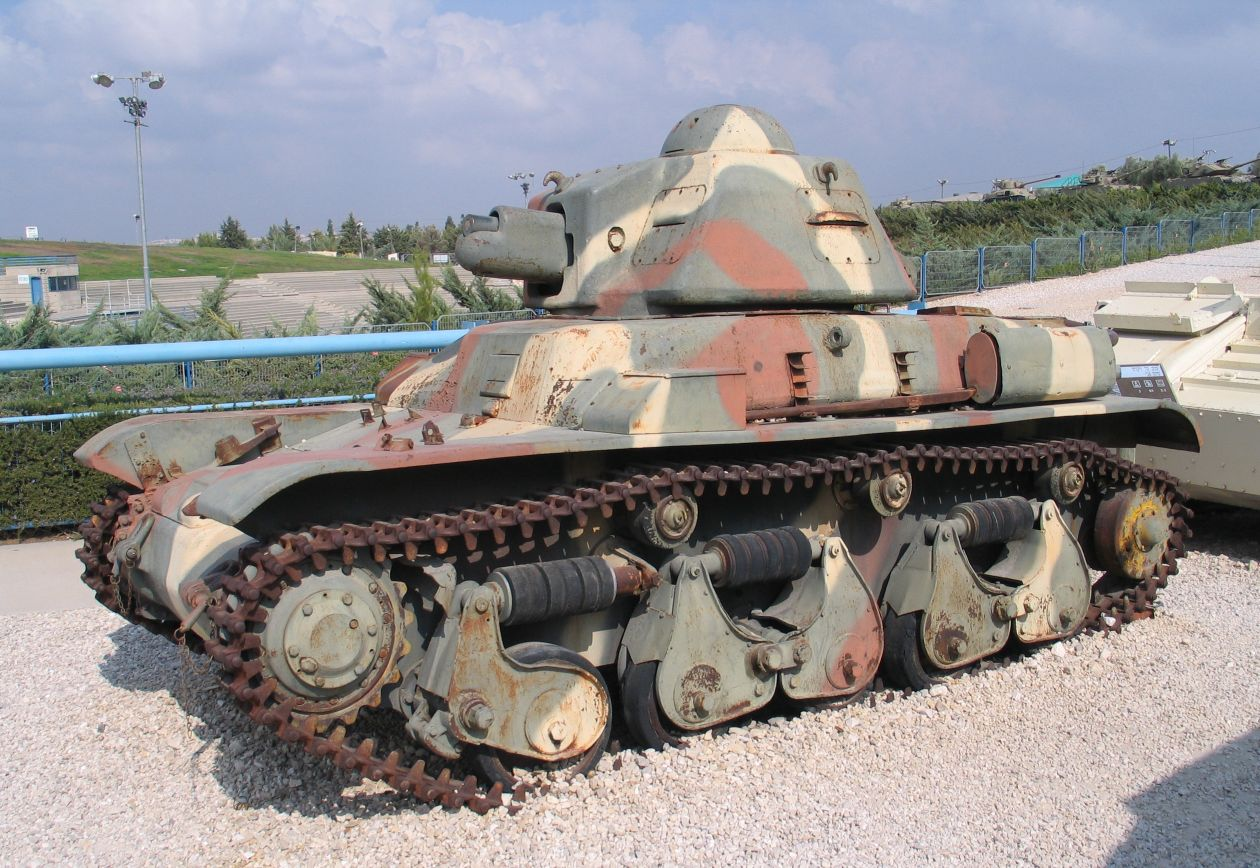
Renault R35 tanks

Bij Dinant, noordelijker in het vak van het 4e Leger, moest het XVe Legerkorps van Hermann Hoth de rivier over. Dit stadje ligt in België en de Maaslinie was hier dus niet versterkt. De Franse troepen van het 9e leger dachten zeker een tien dagen de tijd te hebben zich in te graven voordat de Duitsers een voldoende massa aan infanteriedivisies opgebouwd konden hebben voor een aanval. Toen de Duitse voorhoede op 12 mei aankwam, werden de bruggen net op tijd door Belgische beveiligingstroepen opgeblazen, maar bij Houx lukte het een eenheid motorrijders van de 5. Panzer-Division een bruggenhoofd te vestigen over een stuw. In de morgen van 13 mei staken het 13e en 14e Schützenregiment van de 5. Panzer-Division hier over, later gevolgd door het 6. Schützenregiment van de 7. Panzer-Division, de divisie van Erwin Rommel. Men rukte op tot in Haut-le-Wastia maar werd onmiddellijk geblokkeerd door de Franse mobiele reserves: 4DLC en de 5e Gemechaniseerde Infanteriedivisie. Het 6e BCC viel met zijn Renault R35 tanks aan bij Grange in de rug van de Duitse hoofdmacht en als de coördinatie met de infanterie niet zo slecht geweest was, zou het bruggenhoofd al meteen ineengestort zijn. Dat werd voorkomen maar de situatie bleef précair.
Rommel besloot een tweede aanvalsas te openen vanuit een klein bruggenhoofd dat met veel moeite twee kilometer zuidelijker bij Bouvignes gevestigd was. Om zijn gedemoraliseerde troepen weer moed te geven had Rommel persoonlijk meegeholpen bij het onder vijandelijk vuur opbouwen van een pontonbrug. Omdat de Franse 18e Infanteriedivisie die het vak hier verdedigde het gebied niet had kunnen versterken — versperringen, mijnenvelden en geruimde schootsvelden ontbraken — kon het eenvoudig geïnfiltreerd worden. In de vroege ochtend van 14 mei zond Rommel zijn 7e Schützenregiment uit voor een snelle overval van Onhaye. Het regiment werd daar meteen omsingeld door een brigade van de 1re Division Légère de Cavalerie maar Rommel schoot persoonlijk te hulp met de eerste dertig tanks die de rivier overgezet waren. Zijn eigen tank werd letterlijk van de weg geschoten doch hij overleefde het en zijn opmars van twaalf kilometer tot in Morville dwong de Fransen hun blokkerende divisies van het noordelijke bruggenhoofd te laten terugvallen

#### Tegenaanvallen van de Entente
In de avond van 13 mei was het bericht van de gedeeltelijke doorbraak bij Sedan met grote consternatie door de hogere Franse commandanten ontvangen. Voor militairen die hun gevechtservaring grotendeels tijdens de Eerste Wereldoorlog hadden opgedaan had zo'n gebeurtenis een enorme emotionele lading die het rationele besef dat een moderne zoneverdediging in de diepte een echte uitbraak eenvoudig zou moeten kunnen voorkomen, begon te verdringen. Het vertrouwen in eigen kunnen wankelde. In de morgen van de 14e zette men wanhopig tegenmaatregelen in gang.

##### Luchtaanvallen op de pontonbrug bij Gaulier

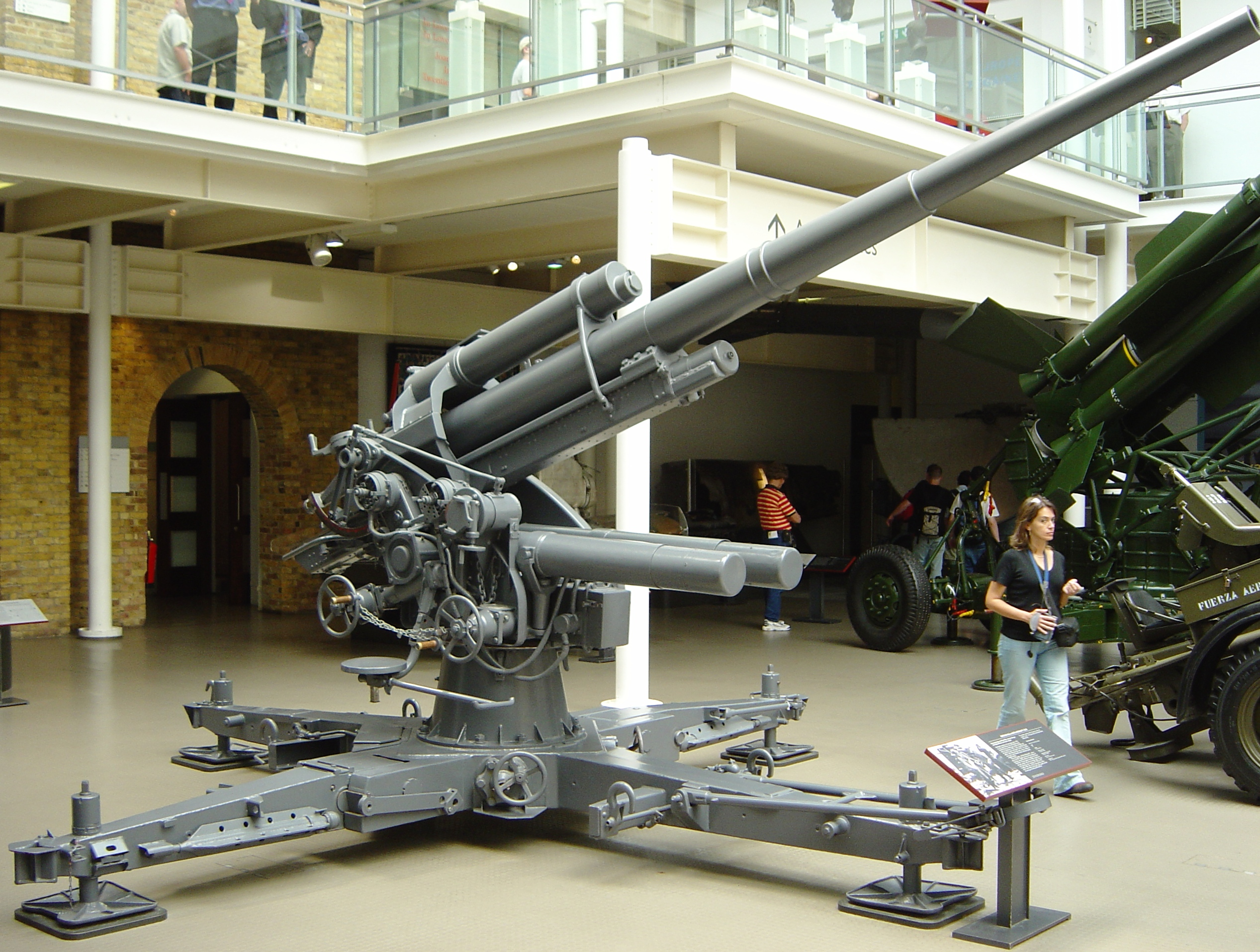
88 mm luchtafweerkanon

De geallieerde luchtverkenning ontdekte dat er drie pontonbruggen in aanbouw waren. Voorlopig was alleen die bij het plaatsje Gaulier bruikbaar en Guderian besloot er eerst de 1e Pantserdivisie en dan de 2e Pantserdivisie over te zetten. Het uitschakelen van die route zou de Fransen de tijd geven de crisis te bedwingen. Die crisis zag men overigens vooral in het gevaar van een te snelle en daardoor onbeheersbare opbouw van Duitse infanteriedivisies in het bruggenhoofd, niet zozeer in de Duitse pantsertroepen. Normaliter had men die bruggen met artillerievuur kunnen vernietigen, maar door de Paniek van Bulson lagen ze nu buiten het bereik van de Franse artillerie.
Generaal Gaston-Henri Billotte, commandant van de Eerste Legergroep, die het hele westelijke deel van het front omvatte, deed een dramatisch appel aan generaal François d'Astier de la Vigerie, commandant van Operatiezone Noord van de luchtmacht: "Overwinning of nederlaag zullen door deze bruggen hun loop hebben!" (La victoire ou la défaite passe par ces ponts.).
Zowel de Franse luchtmacht als de RAF besloten alle beschikbare lichte en middelzware bommenwerpers in te zetten om de bruggen te vernietigen. De eerste had zich echter door het beleid om vooral de eigen vliegvelden te verdedigen onmachtig gemaakt. Van de 932 bommenwerpers in Frankrijk waren er slechts 242 klaar voor inzet — en daarvan konden er maar 43 daadwerkelijk bij Sedan ingezet worden vanwege de spreiding over de zuidelijker vliegvelden. De kleinere RAF kon er nog meer laten aanvallen: 109. De 152 bommenwerpers werden maar door zo'n 250 jachtvluchten gedekt, terwijl de Duitsers 814 jachtvluchten uitvoerden ter verdediging. Erger was het nog dat de Duitsers ruim driehonderd luchtafweerkanonnen hadden opgesteld. Ondanks 27 luchtaanvallen tussen 5:30 en 24:00 waarbij 47 Britse en vijf Franse bommenwerpers afgeschoten werden en dertig Franse en twintig Britse jachtvliegtuigen — voor beide luchtmachten de zwaarste dagverliezen uit hun hele geschiedenis — bleven de bruggen volledig ongeschonden. Wel moest Guderian zichzelf een aantal keren in het midden van de brug van Gaulier opstellen, terwijl hem letterlijk de bommen, neerstortende vliegtuigen en zelfs piloten om de oren vlogen, om zo zijn troepen moreel te dwingen de oversteek voort te zetten; hij hield er zelfs een stafbespreking met een ietwat verbijsterde Von Rundstedt.

##### Tankslag bij Flavion

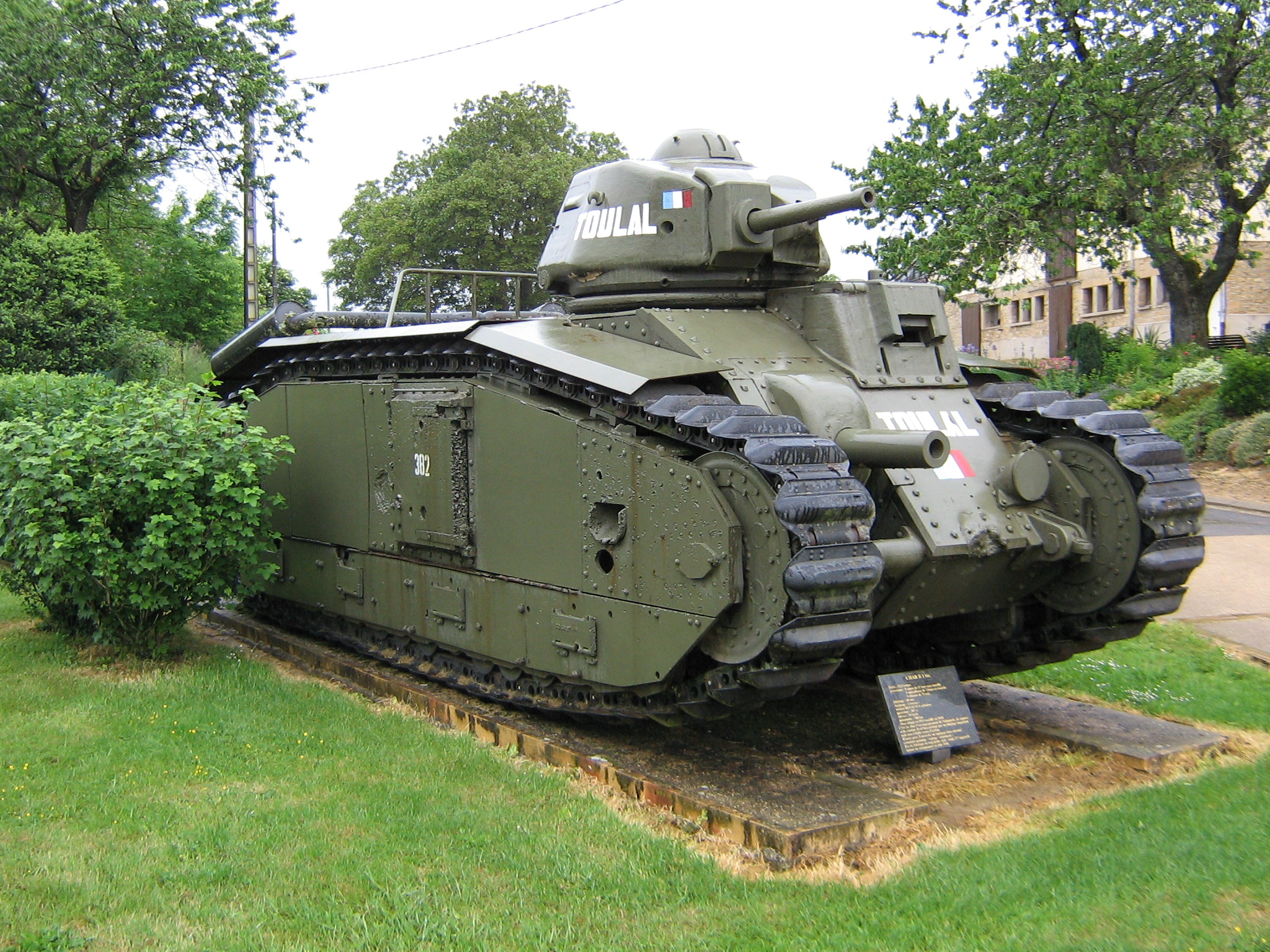
Een Char B1

De krachtigste eenheden waarover het Franse opperbevel kon beschikken om de bruggenhoofden aan te vallen of te blokkeren waren de drie Divisions Cuirassées (DCR). Gamelin overwoog nog om ook 2 en 3 Divisions Légères mechaniques (DLM) daarvoor vrij te maken, maar die moesten reorganiseren van de Slag om Hannuit en waren daarbij wellicht nodig verdere Duitse aanvallen bij Gembloers af te slaan.
Gamelin had de 1e DCR, onder bevel van generaal Bruneau, achter het Gat van Gembloers in reserve staan. Laat op de avond van de 13e kreeg die het bevel zich voor te bereiden op een opmars naar het bruggenhoofd van Dinant. Om 14:00 op 14 mei kwam het opperbevel tot een definitief besluit en twee uur later zette de divisie zich in gang. Voordat men het front bereikt had, was het echter te laat voor een aanval en men overnachtte in een verzamelgebied ten noordwesten van Flavion. Toen in de vroege morgen van de 15e de Char B1's aan het tanken waren, werden ze vanuit het zuiden overvallen door de voorhoede van Rommels 7. Panzer-Division vanuit Morville. Verschillende Franse tanks werden vernietigd. Rond twaalf uur echter brak Rommel het gevecht af en verdween met zijn divisie in zuidwestelijke richting. Tegelijkertijd viel de voorhoede van de 5. Panzer-Division (de helft van deze divisie bevond zich nog achter de Maas) vanuit het oosten aan. De Fransen gingen in de tegenaanval maar nu bleek overduidelijk hoe slecht de DCRs geschikt waren voor het ontmoetingsgevecht. Zonder eigen infanterie of artillerie vielen ze bij de achtervolging van de meestal veel lichtere Duitse tanks steeds weer in hinderlagen van Sturmpioniere of 105 mm houwitsers en de deeleenheden raakten veel te ver verspreid. Na een verwarde slag zag Bruneau zich gedwongen naar het noordwesten terug te vallen; hij had tientallen Duitse tanks vernietigd maar van zijn eigen Char B1s was nog maar de helft inzetbaar, mede door mechanische uitval.

##### Stonne

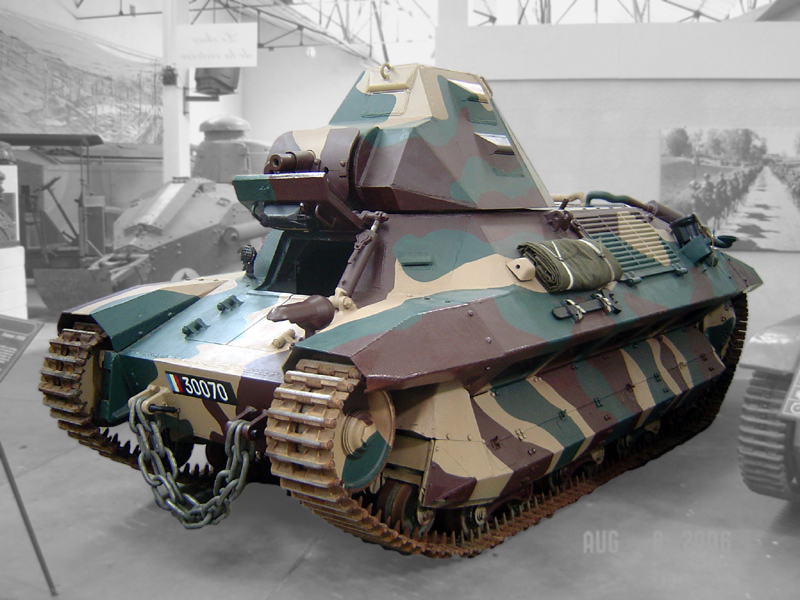
Een FCM 36

Een andere pantserdivisie was in feite al ingezet: de 3e DCR onder bevel van generaal Brocard die op 12 mei te 16:00 in Reims het opmarsbevel had gekregen, maar net te laat was geweest om zich op 13 mei bij Sedan in te graven. De divisie stond op de 14 mei om 17:30 klaar voor de tegenaanval vanuit het zuiden maar die werd uitgesteld door de bevelhebber van het XXIe Legerkorps, generaal Jean Flavigny. Deze had, gezien de geringe paraatheid van de tanks, plotseling het vertrouwen in een tegenoffensief verloren; de commandant van het Tweede Leger, generaal Charles Huntziger, had daarbij beklemtoond het bruggenhoofd eerst af te grendelen. Hij zag de toestand niet als zo dramatisch: ervan uitgaande dat het de Duitsers om de flank van de Maginotlinie te doen was liet hij die door vijf divisies blokkeren en zag dat als een duidelijk defensief succes in het kader van een verdediging in de diepte. Zijn meerdere, de opperbevelhebber van het noordoostfront Georges gaf hem op de 15e om 07:15 echter woedend het bevel alsnog in de aanval te gaan. Dat lukte echter niet meer want men had de tanks te veel verspreid zodat ze zich weer moesten reorganiseren en bijtanken: om 18:15 moest Flavigny het tegenoffensief opnieuw afblazen, mede omdat zijn gewenste uitgangspunt alweer door de Duitsers overrompeld was.
Terwijl dus aan de Franse kant de plaatselijke commandanten afwachtend waren en het opperbevel tot actie aandrong, lag aan Duitse zijde de situatie precies andersom. Men zegt weleens dat Guderian de 10. Panzer-Division achter de hand hield om het bruggenhoofd te blijven verdedigen, maar in feite was hij van plan alsnog zijn door Halder afgewezen afleidingsmanoeuvre uit te voeren en de 10. Panzer-Division te gebruiken voor een snelle uitval achter de Maginotlinie in zuidoostelijke richting. Op 14 mei om 11:45 uur werd hem dit nog uitdrukkelijk door Von Rundstedt verboden. Guderian trok zich hier echter niets van aan en zond in de morgen van de 15e het regiment Großdeutschland naar het gehucht Stonne dat de enige opmarsroute naar het zuiden beheerste. De Duitse infanterie stuitte daar op de FCM 36 tanks van 4BCC. Vijfmaal wisselde het plaatsje van bezitter totdat het tankbataljon er om 10:30 uitgeworpen werd. Hierop werd het bataljon versterkt door eenheden van 3DCR; een eerste tegenaanval mislukte maar in de vroege middag werden de Duitsers er weer uitgedreven. De tanks werden toen echter teruggenomen voor de hoofdaanval die in feite niet door zou gaan; een vers bataljon gemotoriseerde infanterie van de 10. Panzer-Division nam het toen voor de vierde keer voor de Duitsers in. In de nacht werd het plaatsje door Duitse tanks versterkt.
Op 16 mei 07:00 ging 3DCR officieel in de aanval, maar men beperkte zich tot een gevecht om Stonne. Eén enkele Char B1, de Eure, drong het dorp binnen en vernietigde dertien Duitse tanks die in hinderlaag lagen, alle van het zwaardere type Panzerkampfwagen III of Panzerkampfwagen IV. Om 17:00 heroverden de Duitsers de plek echter weer. Op de 17e zou het nog viermaal van bezitter wisselen bij hevige aanvallen door de 3e Noord-Afrikaanse Infanteriedivisie. Guderian had 10 PD echter al in de nacht teruggetrokken. De Duitse opmars rond de flank van de Maginotlinie was mislukt maar hij had al een veel nuttiger taak voor de divisie geschapen.

#### Insubordinatie en uitbraak

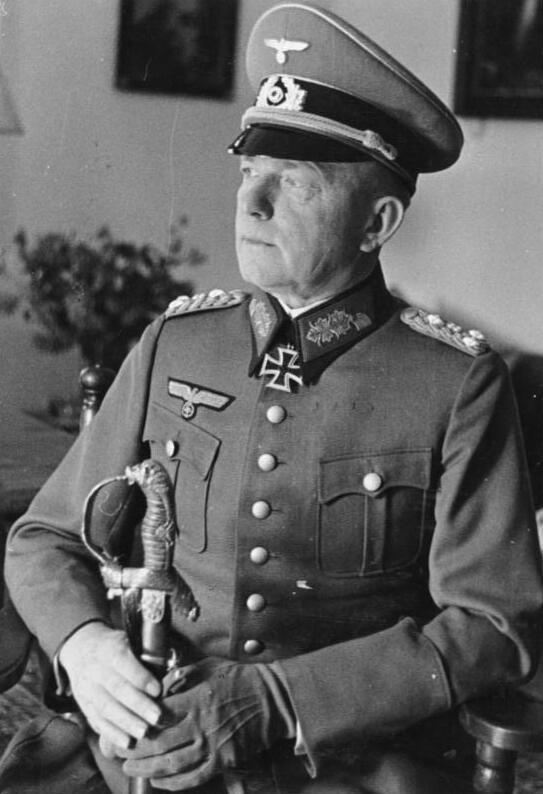
Ewald von Kleist

De operationele plannen van Halder voor een verdere opmars, nu er bruggenhoofden waren veroverd, waren volstrekt duidelijk. De bruggenhoofden moesten worden beveiligd en geconsolideerd. Weliswaar zou dat op een typisch Duitse wijze moeten geschieden, dus zo flexibel en agressief mogelijk en daarbij zou ook heel wat terreinwinst geboekt moeten worden, maar de belangrijkste taak was toch het veroveren van voldoende gebied om een overmacht aan infanteriedivisies op te kunnen bouwen. Op de vijfde dag na de oversteek, dus de 18e mei, zou dat proces voltooid moeten zijn. Dan zou men conform de gevestigde doctrine gezamenlijk, terwijl de hoofdmassa van het leger begeleid werd door de "snelle krachten" (pantserdivisies en gemotoriseerde infanteriedivisies), naar het westen beginnen uit te breken. Overigens waren de plannen hiervoor nog niet uitgewerkt: men meende het tijdschema en de operationele planning pas op te kunnen stellen aan de hand van de zich dan ontwikkeld hebbende situatie. Guderian en de andere pantsergeneraals moesten dus wachten op de infanterie, die op dat moment bezig was zich door het slechte wegennet van de Ardennen heen te worstelen en erop vertrouwen dat de Duitse opbouw veel sneller zou verlopen dan de Franse aanvoer van reserves. De orders waren hierin glashelder en er was geen misverstand mogelijk.
In werkelijkheid echter joegen de pantsergeneraals vanaf de morgen van de 15e hun troepen in westelijke richting, zo snel als ze die maar voort konden drijven. Rommel zette, nadat hij het gevecht met 1 DCR had afgebroken, zijn opmars in zuidwestelijke richting voort voorbij Philippeville en bereikte in de avond Froid-Chapelle, een kleine vijftig kilometer van Dinant. Guderian had 1 en 2 PD al op 14 mei scherp naar het westen laten zwenken; hij bereikte op 15 mei Launois-sur-Vence, dertig kilometer van Sedan. Zijn opmars lijkt in afstand niet erg opzienbarend, maar hij was daarbij met zijn gemotoriseerde infanterie na felle gevechten dwars door het Franse Zesde Leger geslagen dat zich hier uit reservedivisies aan het opbouwen was om het bruggenhoofd vanuit het westen te omsingelen. Het opmerkelijkst waren echter de prestaties van Reinhardts XLIe Legerkorps. Door een laatste krachtsinspanning van zijn gemotoriseerde infanterie die de Franse kazematten bestormde, brak men om 09:30 plots uit het bruggenhoofdje van Monthermé. Om 15:00 waren de tanks klaar voor een uitbraak over een enkele weg; op het eind van de dag namen ze Montcornet in, zestig kilometer verder. Het Negende Leger was zo niet alleen op zijn flanken bedreigd maar in zijn centrum gebroken en begon van de hele Maaslinie terug te vallen.
Guderians directe superieur, Ewald von Kleist, wist niet goed hoe hij deze situatie moest aanpakken. Nu eens beval hij het tempo te beperken, dan weer liet hij zich, vaak voor voldongen feiten gesteld, overtuigen zijn fiat te geven aan een verdere opmars. Omdat Montcornet toch al ingenomen was, mocht Guderian de 1. en 2. Panzer-Division dat gebied op 16 mei laten versterken, terwijl Reinhardt consolideerde. Ondertussen rukte Rommel in het noorden op naar de Franse grens. Op de vroege ochtend van de 17e mei bleek 1 PD echter al over de Oise doorgestoten te zijn voorbij Ribemont, 110 kilometer van Sedan, 6 PD lag iets noordelijker voorbij Guise. Waar Rommel was, wist niemand meer want hij was zogenaamd te ver opgerukt voor radiocontact. In de avond van de 16e brak hij door de Franse grensversterkingen, rolde letterlijk over de in hun slaap verraste resten van 5e Division d'Infanterie Motorisée heen en stak de hele nacht doorrijdend, na bij Avesnes de resten van 1DCR verslagen te hebben, de Samber over en veroverde Le Cateau. Dit leverde zijn eenheid de bijnaam "Spookdivisie" op. Men had zich opnieuw door alle Franse reserves heengeslagen en strategische bewegingsvrijheid verworven: nog verder westelijk was geen vijand meer te bekennen; niets stond een opmars naar Het Kanaal nog in de weg. Op dat moment echter werd de pantsertroepen een halt toegeroepen: niet door de vijand maar door het eigen opperbevel.

#### Het haltbevel van Montcornet

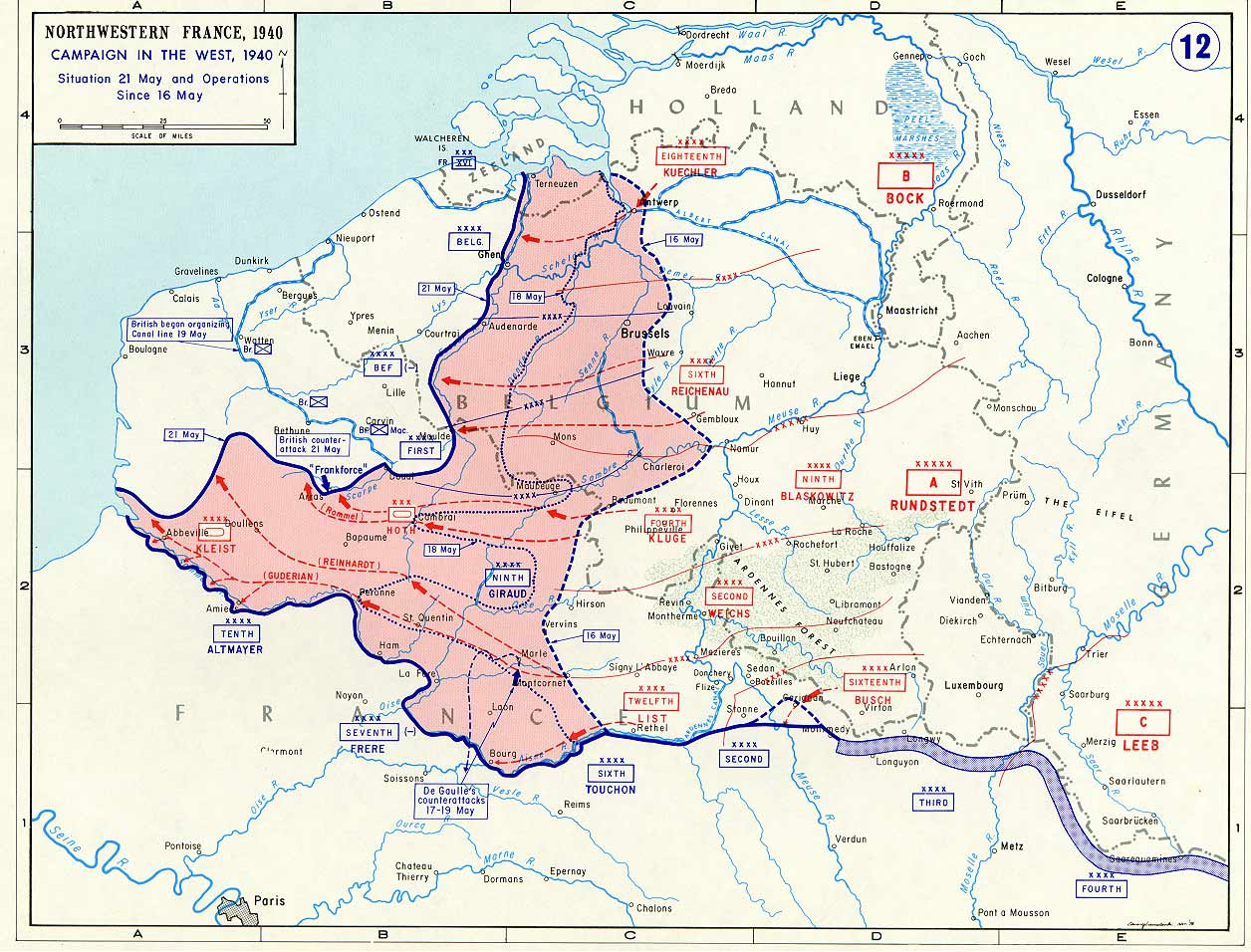
De Duitse opmars vanaf 16 mei 12:00 tot de morgen van 21 mei

Op de 15e en 16e was het Duitse opperbevel erg verward geraakt door de onverwachte opmarssnelheid van de eigen troepen. Steeds opnieuw kreeg men van tussenliggende bevelslagen te horen dat men nadrukkelijk een bepaalde uiterste lijn aangewezen had, om dan een paar uur later het bericht te krijgen dat die toch weer overschreden was. Het feit dat dit over de hele frontsector tussen Namen en Sedan tegelijkertijd gebeurde, stemde tot uiterste achterdocht en later is gesuggereerd dat er een afspraak tussen de pantsergeneraals moest hebben bestaan zich zo te gedragen. De werkelijke oorzaak lag echter op een hoger niveau: hoewel in de lijn van het plan van Halder Panzergruppe Kleist zijn operationele zelfstandigheid moest verliezen zodra de bruggenhoofden gevestigd waren, had Von Rundstedt al begin mei besloten om, op voorwaarde dat alle drie de pantserkorpsen (ook dat van Rommel) een uitbraak zou gelukken, in feite het oorspronkelijke operationele plan van Von Manstein uit te voeren in plaats van Aufmarschweisung 4. Dat had hij immers speciaal voor zijn Legergroep A laten opstellen. Dit verklaart waarom de pantsergeneraals zo haastig oprukten: van het succes van die dag zou het gaan afhangen of ze aan de Infanterie ondergeschikt zouden worden gemaakt. In de middag van 15 mei twijfelde Von Rundstedt nog; de uitbraak bij Monthermé overtuigde hem echter en hij gaf het groene licht voor een strategisch uitval naar de kust. De pantserdivisies werden nu alleen formeel onder bevel van de infanterielegers gesteld.
Dit verklaart mede de halfslachtige houding van Von Kleist: moest hij het opperbevel gehoorzamen of zijn meer directe superieur? Toen hij in de morgen van de 17e merkte hoezeer Guderian de hem geboden vrijheid misbruikt had, ontlaadde de spanning zich in een woedeaanval jegens de ongehoorzame. Hij gebood hem naar een geïmproviseerd vliegveldje bij Montcornet en toen Von Kleist uit zijn vliegtuigje stapte, begon hij Guderian meteen de huid vol te schelden. Toen zijn meerdere even op adem moest komen, bood Guderian meteen zijn ontslag aan dat ook onmiddellijk geaccepteerd werd. Dit beviel Von Rundstedt echter niets; hij zond Generaloberst Wilhelm List, bevelhebber van het Twaalfde Leger, om de ruzie te sussen en Guderian in zijn functie te herstellen. Von Rundstedt had namelijk geen zondebok nodig want hij had te horen gekregen dat het opperbevel van mening veranderd was.
Het was te verwachten geweest dat juist chef-staf Halder het meest verontrust zou zijn geworden: het was immers zijn plan dat met voeten getreden werd. In de loop van de 16e begon hij echter zijn opvattingen met het uur bij te stellen. De berichten waren namelijk uitzonderlijk gunstig. Zijn oorspronkelijke opzet om eerst zo veel mogelijk krachten te concentreren had als doel gehad een mogelijke Franse tegenconcentratie te kunnen overwinnen. De meeste lokale Franse reserves leken nu echter al ingezet en de luchtverkenning kon nergens een spoor ontdekken van massale strategische Franse troepenverplaatsingen van andere fronten die voldoende groot waren om een bedreiging op te leveren. Het had er alle schijn van dat het de Duitsers gelukt was een volledige strategische verrassing te bereiken en dat het Franse opperbevel onmachtig was tot een adequate reactie. Naar eigen opvatting had Halder er nooit van uit mogen gaan dat dit zou gebeuren, maar nu dat toch het geval was, zou het dwaasheid zijn er niet vol gebruik van te maken. Ook hij was nu niet meer van plan op de infanteriedivisies te wachten. Maar hij was ook niet van zins zich aan Von Mansteins plan te houden: nu de kans rijp was moest die gebruikt worden voor een nog veel ambitieuzer doel: Halder wilde meteen naar Parijs oprukken om Frankrijk met één klap uit de oorlog te stoten. Voorlopig zou hij zijn denkbeelden echter niet kunnen uitvoeren, want er was één man, nog hoger in de hiërarchie, die zijn eigen opvattingen had: Hitler zelf.
Hitler was eerst volkomen overdonderd door het succes. Naar de kaart kijkend stamelde hij: “Es ist ein Wunder...”. Al snel echter maakte euforie plaats voor achterdocht en onzekerheid. In geen geval mocht de nu gewonnen positie op het spel gezet worden. De pantserdivisies dienden halt te houden op de lijn Le Cateau - Laon om te voorkomen dat ze in een hinderlaag zouden lopen. De al ontstane zuidflank moest zo snel mogelijk gedekt worden door het Twaalfde Leger. Zolang die zijn positie niet had ingenomen, mocht er geen verdere opmars meer plaatsvinden. Aldus bepaalde hij dwingend op 17 mei in zijn Führer-Weisung No. 12. De Duitse oorlogsmachine kwam tot stilstand, de Entente de kans gevend op een drastische oplossing van de crisis.

#### Reactie van de Entente

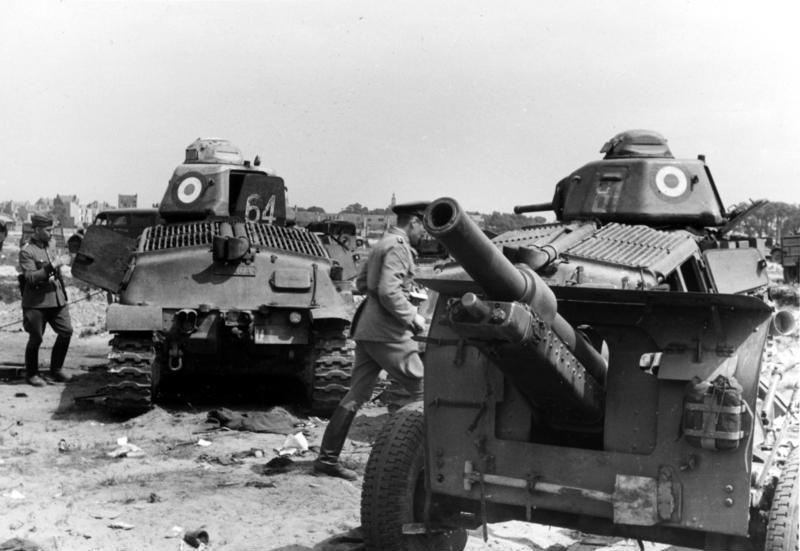
Twee bij Duinkerken achtergelaten SOMUA S35-tanks

De pantserdivisies stonden nu drie dagen vrijwel stil. Door hun snelle opmars was er een groot gat ontstaan tussen de pantserspitsen en de langzamere infanteriedivisies waarvan de meeste zich nog door het wegennet van de Ardennen heen aan het wringen waren. Een flankaanval had ze dus eenvoudig af kunnen snijden. Daarbij waren ze zelfs erg kwetsbaar voor een directe aanval: ze hadden zich niet ingegraven en hun paraatheid was na zeven dagen vrijwel continue inzet sterk verminderd: de helft van de tanks was in reparatie, de brandstof was bijna op en de bemanningen waren na vier nachten zonder slaap oververmoeid en hielden zich wakker met een verplichte dosis peppillen met pervitine. Een tegenstoot door een sterke verse gemechaniseerde macht kon ze vernietigen.
Het gelukte het Franse opperbevel echter niet tot een adequate reactie te komen. Dat kwam allereerst door het feit dat de heersende doctrine van de Bataille Conduite de hele bevelsstructuur ongeschikt had gemaakt voor een drastisch ingrijpen in de strategie. Ondergeschikten was geleerd geen eigen initiatief te tonen; zij wachtten dus op bevelen van hogerhand. De staven waren echter ingesteld op een langzame en minutieuze planning, waarna de opperbevelhebbers zich niet meer met de uitvoering bemoeiden want die lag al vast in het plan. Eigenlijk was het Franse opperbevel zelf helemaal geen operationeel orgaan. Er waren niet eens voldoende telefoonlijnen voor een werkelijke aansturing. Alles was gericht op het bevelscentrum — en daar lag Het Plan. Als dat fundamenteel fout bleek, was er niets dat het kon vervangen.
Maar zelfs een effectief functionerend opperbevel had op dat moment weinig kunnen uitrichten. Toen Churchill op 16 mei Gamelin bezocht, stelde hij hem de vraag waar de strategische reserve was. Gamelin antwoordde met een enkel woord: Aucune ("geen"). Hij had eigenlijk al geen echt volledig reserveleger gehad; zijn losse infanteriedivisies, geïmproviseerd samengevoegd in een nieuw 6e Leger, waren al ten westen van Sedan verslagen en nu waren er ook simpelweg onvoldoende pantserreserves over. Van de drie pantserdivisies van de Infanterie waren er twee al overhaast ingezet tegen de bruggenhoofden; de laatste, 2DCR, werd door de opmars van Guderians korps op 16 mei bij verrassing in tweeën gesplitst. De drie van de Cavalerie waren verdeeld. De sterkste geallieerde divisie, 1DLM, was helemaal in het ongerede geraakt doordat ze zich eerst Nederland in had moeten bewegen en daarna weer overhaast naar het zuiden: op 17 mei had men nog maar drie SOMUA S35 tanks operationeel. Men besloot de drie DLM's tot een sterk Pantserkorps Prioux te herenigen, maar het lukte voorlopig niet eens de tanks bij de infanteriedivisies weg te krijgen waar men ze ter versterking had ingezet: de commandanten weigerden ze af te geven.
De enige tegenaanval die van de grond kwam, werd uitgevoerd door de geïmproviseerde 4e DCR van Charles de Gaulle, die op 15 mei opdracht gekregen had uit losse tankbataljons een nieuwe pantserdivisie te vormen. Hiermee viel hij op 17 en 19 mei de zuidflank van de Duitse penetratie aan, maar dat besefte hij niet eens. Niemand wist precies wat de Duitsers van plan waren. Ze dreigden in vier richtingen tegelijk: naar het noorden in de rug van de geallieerde hoofdmacht; naar het westen om die af te snijden; naar het zuiden in de richting van Parijs en naar het oosten in de rug van de Maginotlinie. En inderdaad was Von Manstein allereerst van plan geweest de hoofdmacht direct te omvatten, wilde Halder naar Parijs en had Guderian een nevenaanval naar het zuidoosten willen uitvoeren. De Gaulles aanvallen bleven daarom in diepte beperkt, ook omdat het met zijn enkele divisie, zelf nauwelijks voorzien van infanterie of artillerie, geen zin had te ver op te rukken. Het belang van zijn acties werd na de oorlog sterk overdreven: de Gaulle zou als enige de Duitsers hebben kunnen stoppen en Parijs voor een maand hebben gered van de opmars.
Ook van een tegenaanval van de geallieerde hoofdmacht kon geen sprake zijn: die werd gebonden door het offensief van Legergroep B en daarbij was al veel gevechtskracht verloren door de enkele opmars naar Midden-België; een volledige draaiing van het front naar het zuiden zou de troepen tezeer verzwakken. Eigenlijk waren beide partijen slechts in staat geweest om eenmalig een krachtige hoofdbeweging uit te voeren. De Entente dwong met haar eigen opmars de Duitsers echter niet tot een beslissend gevecht maar probeerde slechts een blokkerende positie in te nemen. Daarmee maakte ze zich fataal kwetsbaar voor de mogelijkheid van een Duitse opmars met het karakter van een tegenoffensief, een parerende stoot in de flank van haar hoofdmacht. Het enige wat nu nog vrijgemaakt zou kunnen worden was het twintigtal divisies dat, gezien de zwakte van Legergroep C, overbodig achter de Maginotlinie lag, maar het zou weken duren voordat die eenheden per trein naar het westen vervoerd waren.
Behalve een aanval tegen Legergroep A waren er nog andere opties. Men zou met de hoofdmacht de numeriek zwakkere Legergroep B kunnen aanvallen en verslaan voordat de Duitse divisies in de Ardennen te hulp konden schieten. Een alternatief was om front te blijven vormen en eerst naar het oosten en dan naar het zuiden verdedigend slag te leveren, iets wat, ook bij een Duitse overwinning in die slag, de vijandelijke troepen althans zou uitputten. Een laatste uitweg lag in het in de steek laten van de Belgen, om de snelle gemechaniseerde en gemotoriseerde eenheden, samen met zo veel mogelijk materieel en voorraden, in veiligheid te brengen achter de Somme. Maar het Franse opperbevel was te gedemoraliseerd om een radicale beslissing te nemen. Toen Churchill Gamelin vroeg wat hij eigenlijk wél dacht te doen om de crisis te bezweren, kreeg hij te horen: "Minderwaardigheid in aantallen, minderwaardigheid in uitrusting, minderwaardigheid in methode". Hij leek zich al bij de nederlaag te hebben neergelegd en schoof de beslissing voor zich uit terwijl hij de hoofdmacht naar de Schelde liet terugvallen, een terugtocht die het moreel en de gevechtskracht van de troepen ondermijnde zonder dat ze de vijand enige schade toebracht. Geconfronteerd met dit defaitisme namen de Britten al op 16 mei de beslissing om desnoods de BEF te evacueren.
Gamelin zag pas op 19 mei onder ogen dat de Duitsers van plan waren naar Het Kanaal op te rukken; hij gaf in zijn Notitie Nr. 12 bevel alle gemechaniseerde troepen zo snel mogelijk op de toekomstige flanken van die penetratie te concentreren voor een tegenaanval. Voordat deze order kon worden uitgevoerd, werd Gamelin echter die dag nog als opperbevelhebber vervangen door de 74-jarige Maxime Weygand, die Gamelins order meteen herriep omdat hij zich eerst zelf op de hoogte wilde stellen van de toestand aan het front.

#### Naar Het Kanaal
Op diezelfde 19 mei kreeg Halder eindelijk toestemming van Hitler de pantserdivisies, die wat op krachten waren gekomen, weer in gang te zetten. Niet dat die helemaal hadden stilgehouden; maar men was niet verder gevorderd dan de lijn Kamerijk- Péronne. Halder mocht echter zijn plan Parijs meteen aan te vallen niet uitvoeren. In plaats daarvan moest hij de geallieerde hoofdmacht afsnijden voordat die kon ontsnappen. Ook de onzekere Hitler moest toegeven dat de tijd begon te dringen; de gunstige situatie zou niet eeuwig duren. In de morgen van 20 mei sloeg Guderians pantserkorps de zwakke halfgetrainde Britse 18e en 23e Territoriale Divisies uiteen, die het enige obstakel vormden tussen hem en de kust. Amiens, het doel van zovele vergeefse bloedige Duitse offensieven in de Eerste Wereldoorlog, viel vrijwel zonder slag of stoot in zijn handen.
Daarna volgde Abbeville en daarmee de meest westelijke brug over de Somme: de laatste verbinding met het zuiden. Het Belgische Leger en de elitedivisies van de Entente: de Britse Expeditiemacht en het Franse 7e en 1e Leger, waren nu op het land geheel omsloten. In de avond bereikte om 22:00, 257 uur na het begin van de invasie, een verkenningseenheid van de 2. Panzer-Division honderd kilometer naar het westen Noyelles waar het estuarium van de Somme in Het Kanaal uitmondde. Zowel naar het zuiden als naar het noorden was er geen gevechtscontact meer. De stafkaarten meldden in rood: fast feindfrei!. Opnieuw had men zich strategische bewegingsvrijheid verworven. Guderian was van plan ditmaal de gelegenheid ten volle uit te buiten. Hij zond onmiddellijk zijn drie pantserdivisies naar het noorden, naar de Kanaalhaven Boulogne en de Noordzeehavens Calais en Duinkerke, om ook de ontsnappingsweg over zee te sluiten.

#### Het Weygandplan en de Slag bij Atrecht

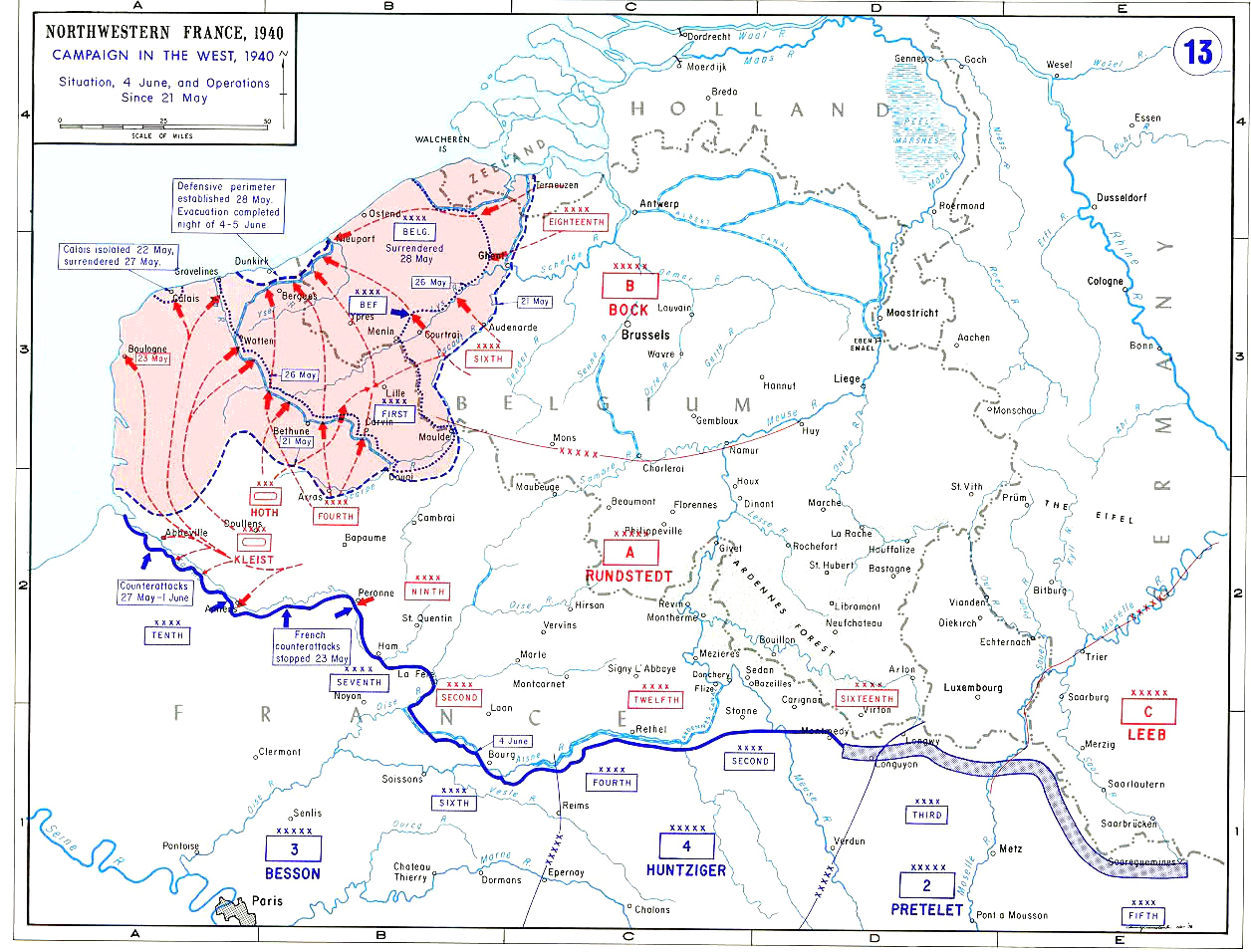
De Duitse opmars tussen 21 mei en 4 juni

Net als de eerste, leidde ook deze tweede snelle opmars van hun pantsertroepen tot grote nervositeit bij het Duitse opperbevel. Opnieuw viel er een gat tussen de tanks en de inzetbare infanteriedivisies. Deze keer was dat zelfs veel groter doordat bijna alle arriverende infanterie-eenheden gebruikt waren om aan de zuidflank een verdedigingsfront langs het Aisnekanaal in te richten. Versterkingen vorderden maar traag. Op de 21e mei, de twaalfde dag van de aanval, moest een kwart van Legergroep A de Duitse grens nog over. De "schouders" van de doorbraak konden slechts licht met infanterie bezet worden en lagen maar veertig kilometer van elkaar af. Bij de pantsertroepen zelf nam de gevechtskracht weer snel af door brandstofgebrek en mechanische uitval.
Ten noorden lagen, volgens de meest optimistische schattingen, zo'n zeventig geallieerde divisies. Dat was goed nieuws als men ervan uitging dat die alle onherroepelijk in de val zaten, maar werd bedenkelijk indien men op de kaart keek en zag hoe gering in aantal de Duitse eenheden waren. Wat er zich precies in het zuiden bevond, wist men niet. De Duitse stafkaarten gaven alleen nog vestingeenheden in de Maginotlinie aan: men ging er voorzichtigheidshalve van uit dat de massa van de Franse Legergroep 2 zich naar het westen aan het bewegen was voor een tegenaanval. In ieder geval hadden de Fransen een grote materieelreserve aan tanks en men wist dat verse Britse tankeenheden naar Frankrijk aan het oversteken waren. Men vroeg zich dus af of men niet met open ogen in een gigantische hinderlaag aan het lopen was.
Inderdaad stelde de nieuwe Franse opperbevelhebber Weygand op 22 mei in zijn Operatiebevel Nr. 1 het Weygandplan op dat tot doel had precies zo'n hinderlaag tot stand te brengen. Vanuit het zuiden moesten vijf pantserdivisies, de 2e, 3e en 4e DCR, de nieuw opgerichte 7e DLM en de Britse 1st Armoured Division de Duitse corridor aanvallen en van het noorden de drie pantserdivisies van Pantserkorps Prioux samen met de Britse Heavy Armoured Brigade en de meeste beschikbare gemotoriseerde eenheden. Zo zou men de Duitse pantserspitsen afsnijden en vernietigen en de continuïteit van het front herstellen. De organieke sterkte van de aanvallende eenheden bedroeg een kleine tweeduizend tanks, bijna het dubbele van wat de Duitsers nog inzetbaar hadden. Het was dus op papier een zeer kansrijk en correct plan — en in feite identiek aan dat wat Gamelin twee dagen eerder bevolen had. Het probleem was alleen dat de inzetbaarheid aan geallieerde kant zo mogelijk nog lager lag dan aan Duitse zijde. In feite was maar een zeshonderdtal tanks beschikbaar. En doordat het plan drie dagen uitgesteld was, zou het voor de eenheden uit het zuiden vele dagen duren voordat ze zich in de juiste startpositie geconcentreerd hadden.

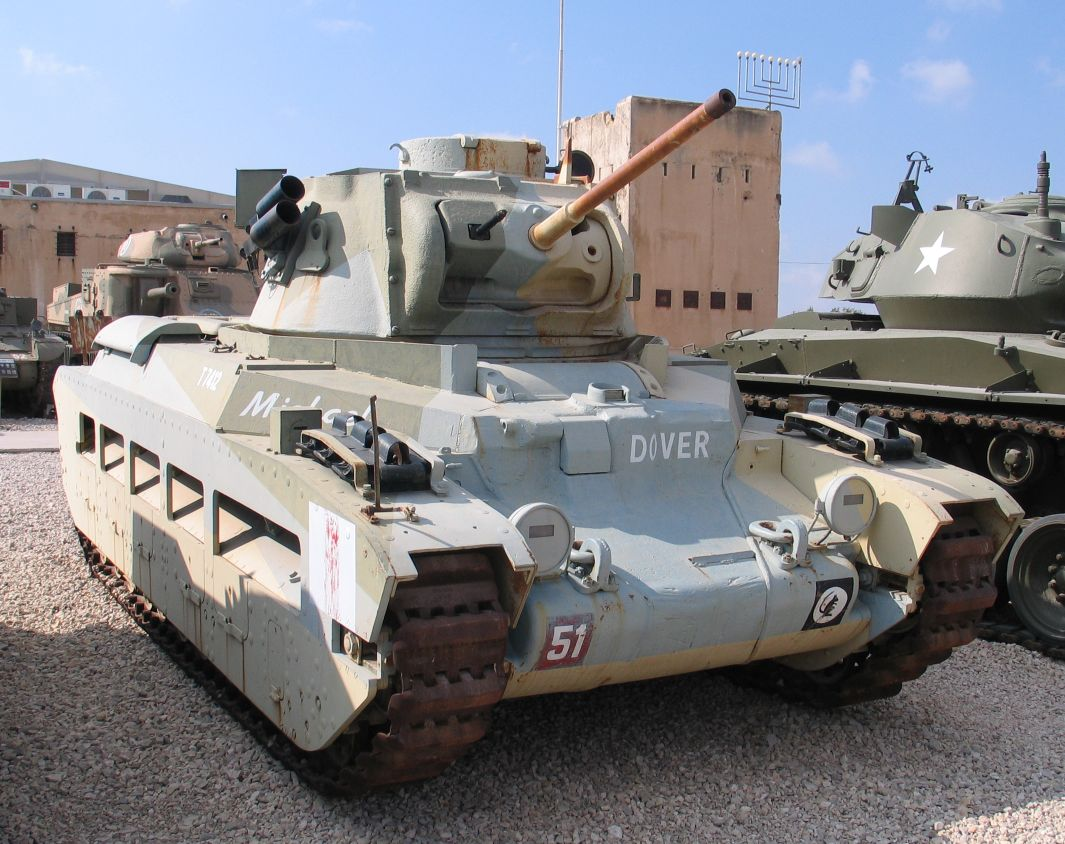
De Matilda II, de zwaarst gepantserde tank die in mei 1940 ingezet werd

Door puur toeval zou echter al op 21 mei een tegenaanval uitgevoerd worden die wel wat weg had van het noordelijke deel van het Weygandplan. De Britse stafgeneraal William Edmund Ironside, had op 20 mei generaal Bilotte zo ver gekregen de volgende dag een gezamenlijke aanval met vijf divisies tegen de Duitse noordflank te beginnen. Door een misverstand werd de Franse hoofdaanval een dag uitgesteld; door een ander misverstand, vatte generaal Harold Franklyn, commandant van de 5th Infantry Division, dit op als een lokale aanval ter verbetering van zijn positie. Zo kwam het echter toch tot een beperkte tankslag: op 21 mei zwenkten de 74 zwaar gepantserde Matilda I en Matilda II-infanterietanks van de enige Britse pantserbrigade bij de BEF, op hun rechterflank ondersteund door een zestigtal Franse tanks van 3DLM, rond Arras en sloegen na een zes kilometer recht in nietsvermoedend oprukkende eenheden van Rommels 7. Panzer-Division. De Duitse infanterie sloeg op de vlucht, hun zwakke antitankkanonnen werden vermorzeld, een aantal Pzkpfw 38 (t)'s werd vernietigd en Rommel moest weer eens persoonlijk ingrijpen om de rust te herstellen door middel van de inzet van de krachtige 88 mm luchtafweerkanonnen als antitankwapen. Het was slechts een klein tactisch succesje voor de Britten, maar toen Rommel hoorde dat delen van de SS-Totenkopfdivision door de Franse tanks op de vlucht waren gejaagd, terwijl zijn eigen teruggeroepen 25e Pantserregiment tegen die tanks zware verliezen leed, berichtte hij aan het opperbevel dat hij door wel duizend geallieerde tanks werd aangevallen.
Rommels overdreven bericht had bij het Duitse opperbevel een enorme uitwerking omdat het precies overeenkwam met hun ergste verwachtingen. Dit moest het gevreesde tegenoffensief zijn! Men besloot de pantserdivisies een dag halt te laten houden tot de "Crisis bij Arras" bedwongen was. De 10. Panzer-Division, oorspronkelijk door Guderian aangewezen naar Duinkerke op te rukken, moest in reserve blijven. De volgende dag echter bleek hoe zwak het geallieerde tegenoffensief was; met wat moeite kon ook de Franse aanval ten oosten van Arras opgevangen worden en de pantsertroepen kregen weer toestemming hun opmars te hervatten. Ook de Britse opperbevelhebber van de BEF, John Gort, kwam tot de conclusie dat de positie van de ingesloten troepen hopeloos was en beval in de morgen van 23 mei op Duinkerke terug te vallen ter evacuatie; hij bleef doof voor de smeekbede van Weygand althans een Réduit de Flandres te handhaven; de havens die zo'n positie zouden moeten bevoorraden waren al bedreigd: dezelfde dag viel de 2. Panzer-Division Boulogne aan en 10. Panzer-Division Calais. Eenheden van de 1. Panzer-Division stonden nog geen dertig kilometer van Duinkerke, terwijl de hoofdmacht van de BEF nog honderd kilometer van de reddende haven verwijderd was bij Doornik.

### Duinkerken

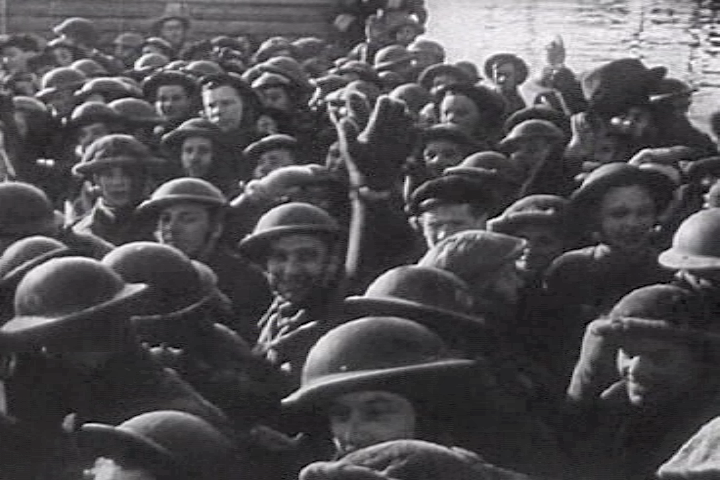
Britse troepen per schip uit Duinkerken geëvacueerd.

Op 24 mei gaf Hitler echter aan de pantserdivisies het bevel de opmars naar Duinkerke voorlopig te stoppen. Over de motieven voor dit haltbevel is heel veel gediscussieerd, alsmede over de vraag wat de directe en indirecte gevolgen ervan zijn geweest. Nervositeit en de behoefte zich te laten gelden tegenover de generaals schijnen de belangrijkste directe oorzaken te zijn geweest van Hitlers besluit. De meer algemene context was het besef dat men de uitgeputte pantsertroepen niet in nodeloos gevaar moest brengen door ze het risico te laten lopen klem te komen zitten tussen de kust en de grote massa naar het westen wijkende geallieerde troepen. Het was ook gunstiger dat die wegvluchtten en door die terugtocht zo veel mogelijk gevechtskracht verloren dan dat men ze tot een wanhopige laatste slag zou dwingen die ook de Duitsers veel tijd, mankracht en munitie zou kosten. Dat dit geen denkbeeldige mogelijkheid was, bleek toen Boulogne pas op 25 mei geheel veroverd werd en Calais pas op de 27e, na hevige gevechten met kleinere Britse eenheden die ter versterking naar die havens waren gezonden. Ook de Franse garnizoenen sloegen daar nog fel van zich af.
Door de Britse terugtocht naar het vrij westelijk gelegen Duinkerke werd de coördinatie tussen de bondgenoten snel slechter; de verdediging van zowel het Belgische als het Franse Eerste Leger kwam in de lucht te hangen, iets wat anders geweest zou zijn als men door de val van Duinkerke gedwongen was geworden zich op Oostende terug te trekken. Nu dreigde er op de rechterflank van het Belgische leger een gat te vallen en op diens linkerflank trok het Franse Zevende Leger zich uit Zeeuws-Vlaanderen terug. Op de 26e had de Belgische strijdmacht al van de Schelde moeten terugvallen op de Leie. Hoewel nog grotendeels intact, was men zeer vermoeid en wanordelijk geraakt door de terugtocht. Daarbij voerden de Duitsers tijdens deze Leieslag van 23 tot 28 mei, de zwaarste aanvallen op het Belgische leger van de hele campagne uit. Leopold III zag het nut van een verder verzet niet in, nu de Britten kennelijk toch niet van plan waren stand te houden. Op 27 mei maakte hij aan zijn bondgenoten bekend te zullen capituleren; op hun aandringen werd de overgave nog een dag uitgesteld tot 28 mei. De verdediging van West-Vlaanderen stortte nu geheel ineen. In een steeds kleiner wordend gebied werden een miljoen soldaten en vele honderdduizenden vluchtelingen opeengedrongen, waarbij de chaos en de ellende nog vergroot werden door de onophoudelijke Duitse luchtaanvallen op het overvolle wegennet.
Zuidelijker dreigde het Franse Eerste Leger, het sterkste van het land, geheel omsloten te raken. Men slaagde er niet in snel genoeg terug te trekken, nadat het eindelijk duidelijk geworden was dat men niets meer van de Britten had te verwachten. Zo'n zestigduizend man werd omsingeld bij Rijsel. Volgens de legende die achteraf over het gebeuren ontstond, zouden deze troepen in een manhaftig verzet zich hebben opgeofferd om de Evacuatie uit Duinkerke mogelijk te maken. In werkelijkheid duurde het puur door de grote massa die de Duitsers afschrikte nog enige dagen voordat hun capitulatie een feit was op 31 mei. Vreemd genoeg bleef men — hoewel er geen reële kans meer bestond de ingesloten troepen te ontzetten — het zuidelijke deel van het Weygandplan uitvoeren; er werden tot en met 4 juni verschillende zware tegenaanvallen door Franse en Britse pantsereenheden uitgevoerd op de Duitse bruggenhoofden over de Somme bij Abbeville en Amiens. Hoewel lokaal de Duitse infanterie op de vlucht sloeg, slaagde men er zelfs niet in de steden te heroveren; het enige resultaat van de aanvallen was een verspilling van kostbare pantserreserves.
Ondertussen waren de Britten al op 26 mei begonnen met Operatie Dynamo, de inscheping vanuit Duinkerke. Door de terughoudende houding van de Duitsers, die de reductie grotendeels aan de zwakkere Legergroep B overlieten, slaagde men erin tot en met 4 juni ruim 330.000 geallieerde soldaten te evacueren. Zevenhonderdduizend man werden vanaf 20 mei krijgsgevangen gemaakt; de beste geallieerde troepen waren daarmee verdwenen, zonder dat het de Duitsers veel gevechtskracht gekost had: van 10 mei tot 1 juni bedroegen de Duitse verliezen 10.252 doden, 8.463 vermisten en 42.523 gewonden voor een totaal van 61.238 man. De pantserdivisies hadden weliswaar 611 gevechtstanks verloren, een kwart van hun sterkte, maar dat kon ten dele uit de materieelreserve worden goedgemaakt. De meeste Duitse infanteriedivisies hadden nog nauwelijks aan de gevechten deelgenomen. Fall Gelb had daarmee een uitstekende uitgangspositie geschapen voor de volgende operatie: Fall Rot.
Fall Blau · Fall Gelb · Fall Grün · Fall Grün 2 · Fall Rot · Fall Weiss